# Citroën

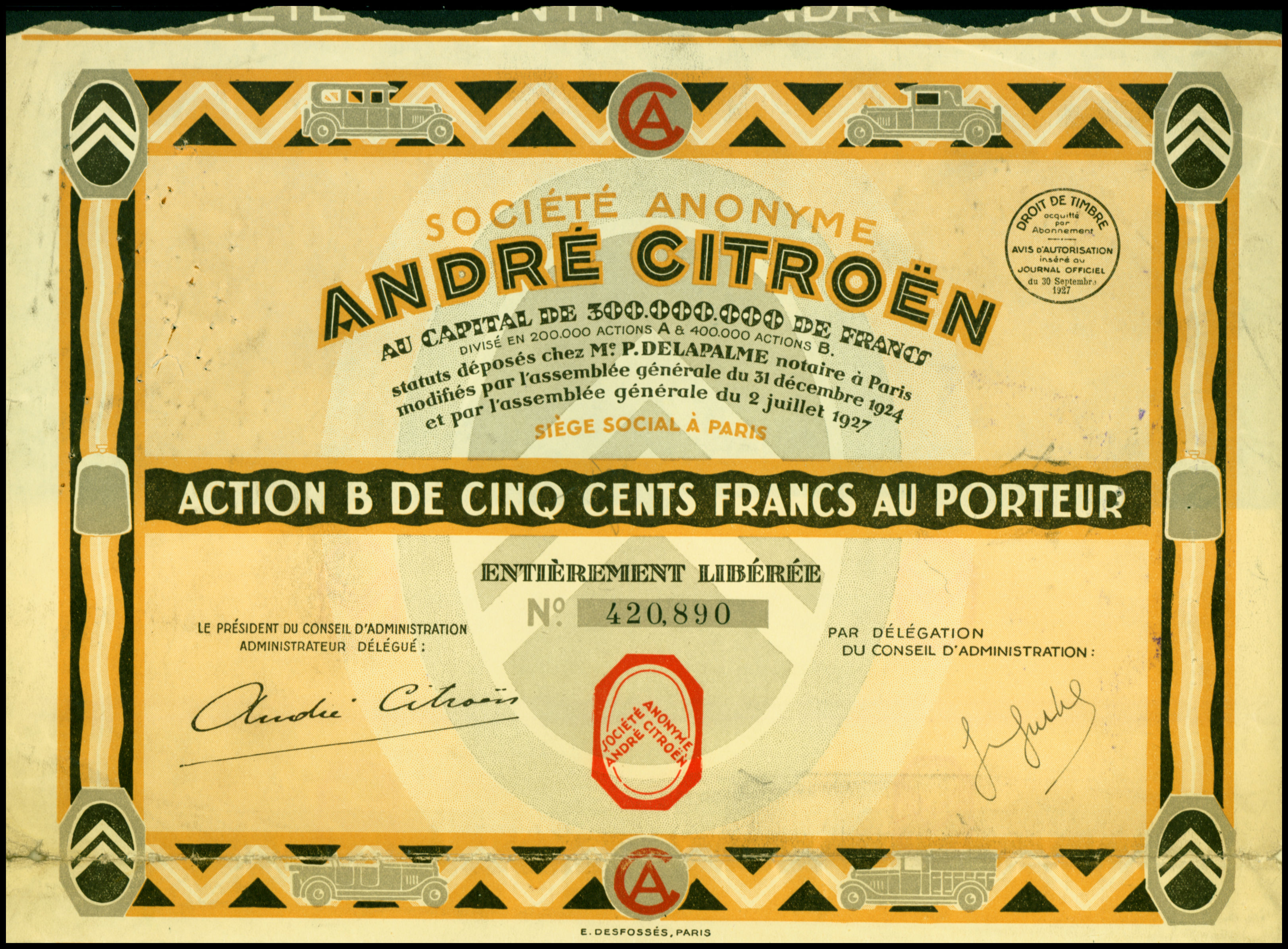
Aktie über 500 Francs der S. A. André Citroën vom 30. September 1927

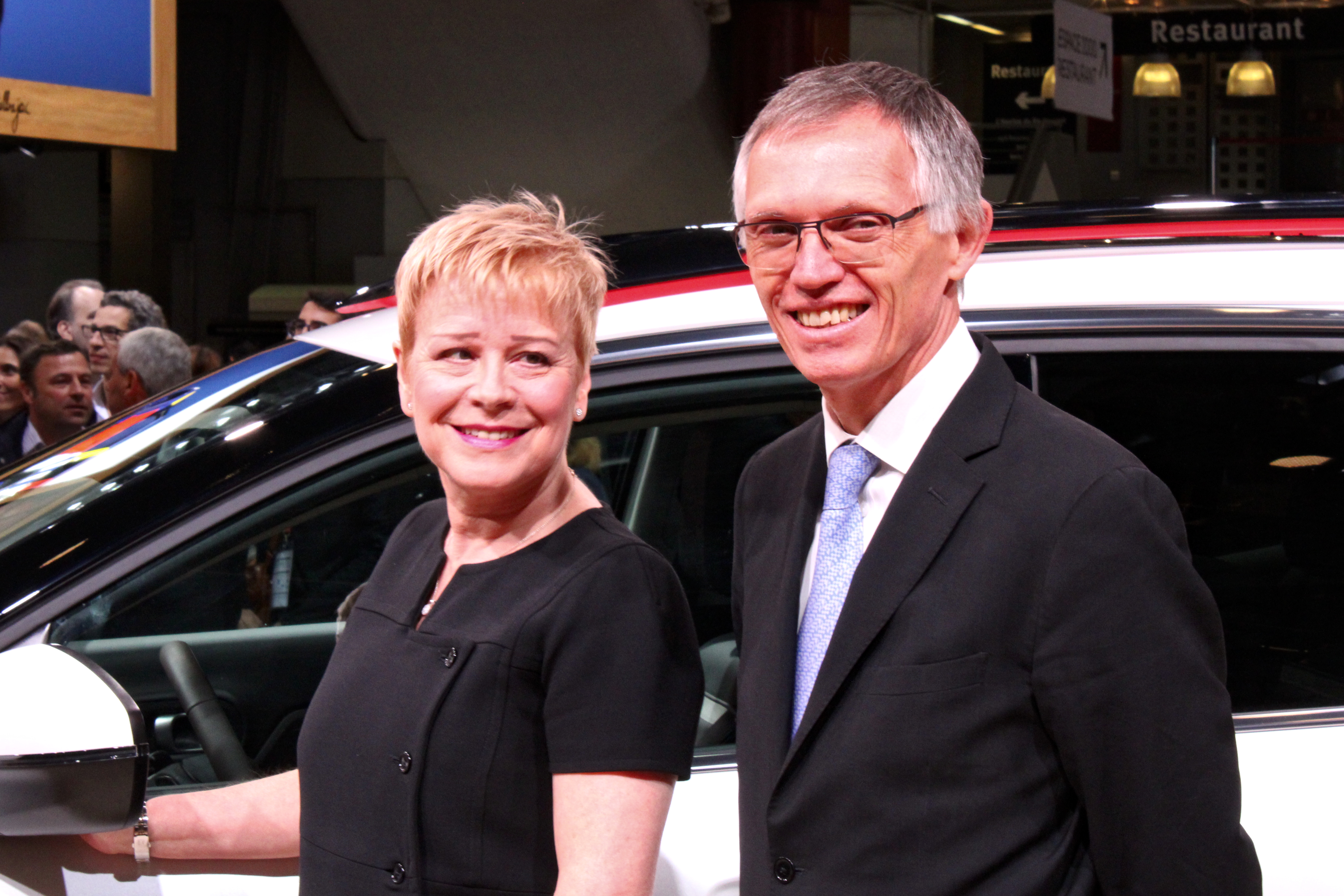
Linda Jackson (ehemalige CEO Citroën) und Carlos Tavares (CEO Groupe PSA) auf dem Pariser Autosalon 2018

Citroën [sitʀoˈɛn] ⓘ ist ein französischer Automobilhersteller und eine Automobilmarke. Die Citroën SAS war bis Januar 2021 eine Tochtergesellschaft der Groupe PSA (PSA). Nach der abgeschlossenen Fusion von PSA und FCA stellt Citroën eine der Marken im neu gegründeten Konzern Stellantis dar. Die Premium-Submarke der Citroën SAS DS Automobiles (kurz DS) spaltete sich 2015 von Citroën ab und agiert seither als eigenständige Automobilmarke. Die deutsche Verwaltung sitzt in Rüsselsheim.
2014 verkaufte Citroën (einschließlich DS) weltweit 1.303.706 Fahrzeuge.

## Geschichte

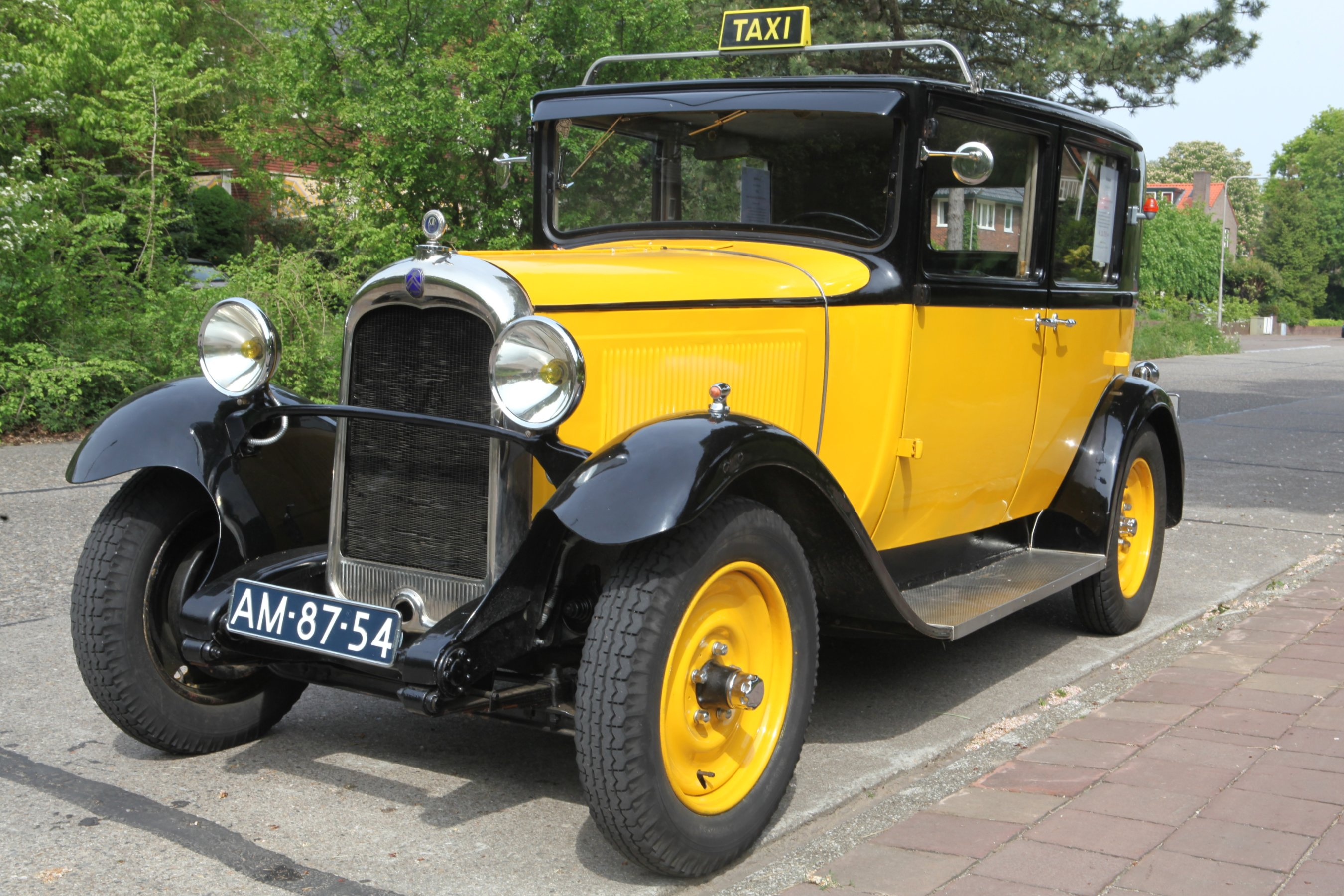
Citroën C4 Taxi

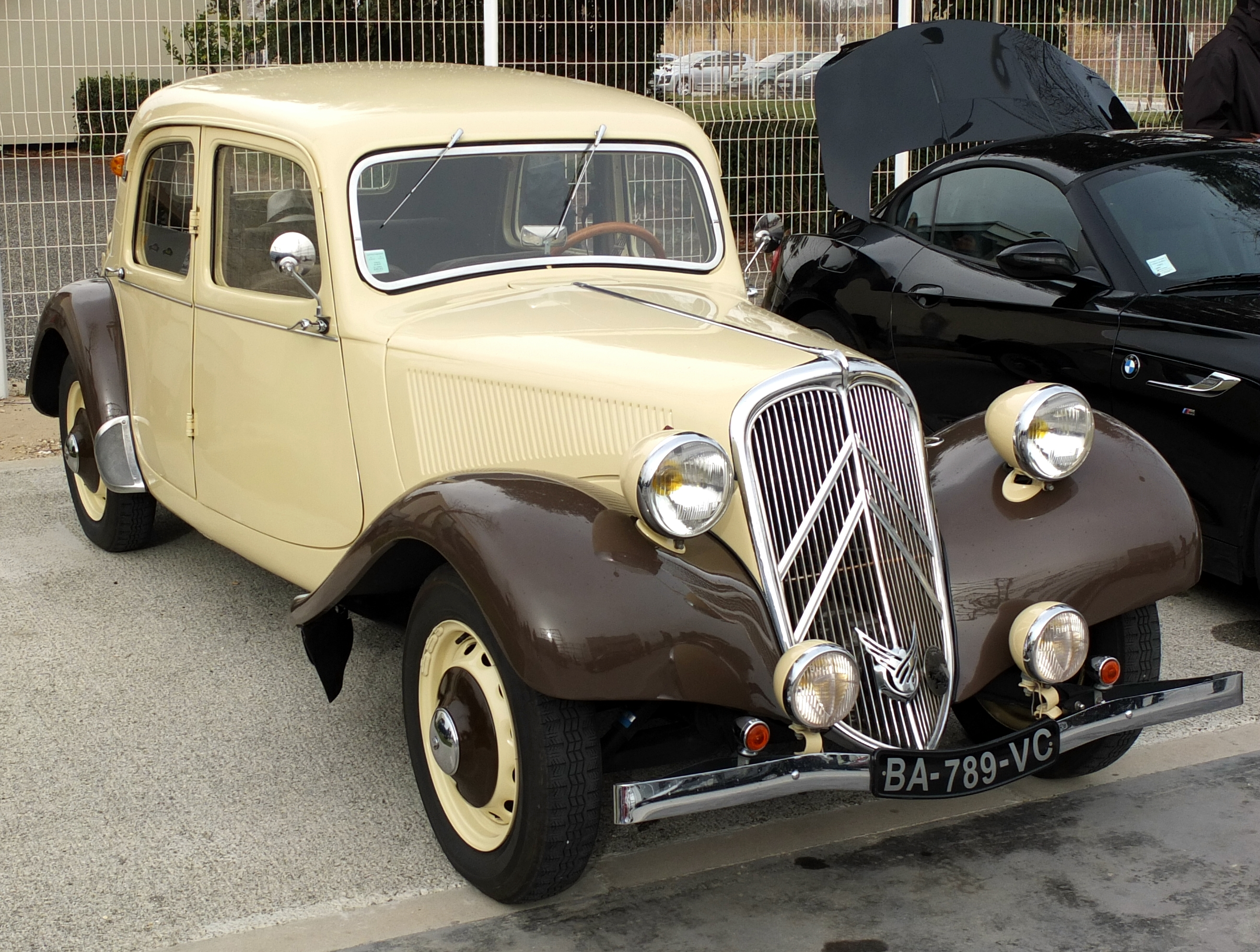
Citroën Traction Avant

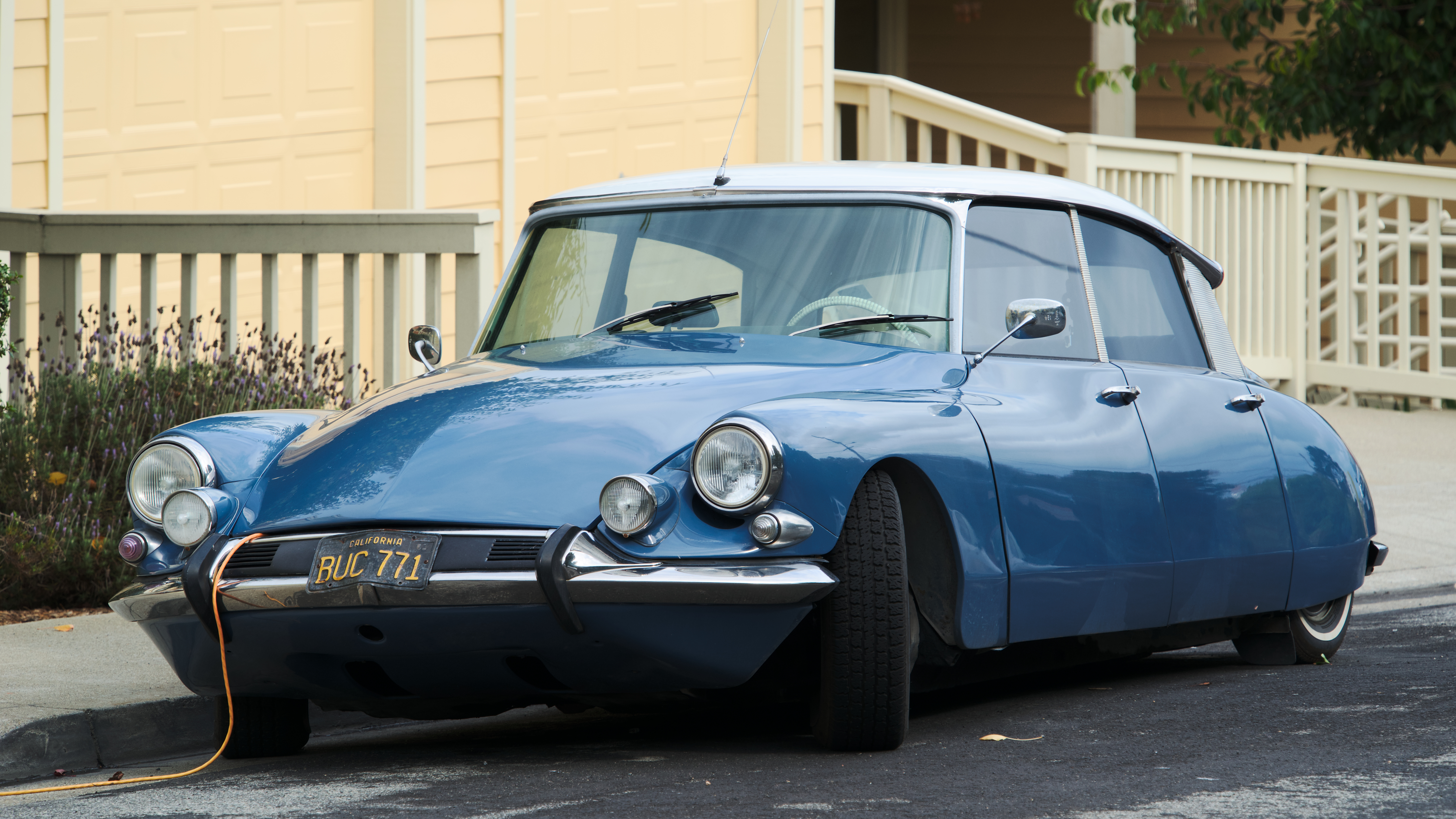
„Die Göttin“: Citroën DS

### Gründung und erste Sortimente
Citroën wurde von André Citroën (1878–1935) gegründet. Der Ursprung des Firmenemblems ist die doppelte Schrägverzahnung (Pfeilverzahnung) von Zahnrädern, dem ersten Produktionsschwerpunkt des Unternehmens. André Citroën erwarb 1900 auf einer Reise durch Polen ein Patent eines Herstellungsverfahrens für eine Verzahnungsmaschine, um Pfeilverzahnungen für Zahnräder nach einer 1820 durch Joseph Woollams erfundenen Anordnung (englisches Patent Nr. 4477 vom 20. Juni 1820) herzustellen.
Ab 1915 wurde die Produktion umgerüstet, und es wurden rund 23 Millionen Schrapnellgranaten für den Ersten Weltkrieg hergestellt. Dies lieferte das nötige Startkapital, um nach Kriegsende 1919 das erste in Großserie gebaute europäische Automobil, den Citroën Typ A, vom Band laufen zu lassen. Der elektrische Anlasser und das Reserverad an diesem Fahrzeug waren in jener Zeit eine Besonderheit.

### Entwicklungen des Unternehmens
- 1919 begann die Produktion des ersten Citroën Typ A 10 hp. Zu dieser Zeit wurde die Fließbandproduktion in Europa eingeführt. Der Citroën Typ A hatte damals schon serienmäßig elektrisches Licht und einen elektrischen Anlasser.
- 1920 führte Citroën Austausch-Ersatzteile bei 300 Vertragshändlern in Frankreich ein.
- 1921 war Citroën erster Anbieter von Leasing- und Leihwagen.
- 1921 stellte Citroën insgesamt 165.000 Straßenschilder und Wegweiser in ganz Frankreich mit dem Untertitel « Don de Citroën » ‚Gestiftet von Citroën‘ auf.
- 1922 bewies Citroën die Zuverlässigkeit der umgebauten Citroën-Halbkettenfahrzeuge vom Typ B2 10HP (Kégresse) mit der Durchquerung der Sahara über die Strecke von Touggourt und Timbuktu. Dieser Expedition folgten 1924 die berühmte Croisière Noire und 1931 die Croisière Jaune (siehe nachstehend).
- 1923 führte Citroën feste Reparaturpreise und Citroën-Modellautos sowie elektro- oder pedalgetriebene Kinderautos (Citroënette) ein. Selbst Citroën-Roller (Trottinette) für Kinder weniger betuchter Familien wurden hergestellt.
- 1924–1925 durchquerten während der Expedition Croisière Noire acht Fahrzeuge Afrika von Colomb-Béchar bis Antananarivo.
- 1926 gab Citroën Europas erste Schuldverschreibungen mit zehnjähriger Laufzeit heraus.
- 1926 wurde die erste außerfranzösische Autofabrik in Belgien in der Brüsseler Gemeinde Forest/Vorst eingerichtet, die bis 1980 für Citroën produzierte.[5]
- 1927 führte Citroën als erstes Unternehmen in Europa das 13. Monatsgehalt ein.
- 1928 gründete Citroën eine Berufsfachschule.
- 1929 gab Citroën eine einjährige Garantie auf Neuwagen.
- 1931 fand die Zuverlässigkeitsprüfung und Weltreise Croisière Jaune von Paris nach Peking statt. 35 Fahrzeuge brachen zu einer 20.000 km langen Werbereise auf.
- 1933 fuhr ein Citroën 8 CV Petite Rosalie in Montlhéry 136.000 km mit durchschnittlich 104 km/h in 54 Tagen und stellte damit einen Weltrekord auf.
- 1934 verließ der erste frontgetriebene, auf selbsttragender Ganzstahlkarosse aufbauende Traction Avant das Werk. Wegen der guten Straßenlage soll der Traction Avant bei Verbrechern, zum Beispiel Bankräubern, als Fluchtfahrzeug beliebt gewesen sein und wurde daher auch als „Gangsterlimousine“ bezeichnet. Seine Urheber waren der Konstrukteur André Lefèbvre und der Designer Flaminio Bertoni.

### Citroën-Montagewerk Köln-Poll und Kölner Nachkriegs-Vertriebszentralen
In den 1920er-Jahren hatten die Citroën-Modelle auch in Deutschland großen Erfolg, der aber durch hohe Zölle, um die deutsche Wirtschaft zu stärken, zu Ende zu gehen drohte. Einzelteile und geschmiedete Teile waren ausgenommen durch den sogenannten Milchkannen-Tarif. So wurde ein Montagewerk in Poll errichtet, das 1927 (also noch vor Ford Köln) seine Produktion aufnahm und nun mit Made in Germany warb. Wegen Anfeindungen ging man auch dazu über, zunehmend deutsche Teile zu verwenden. Bis 1935 wurden 18.710 Fahrzeuge ausgeliefert, ferner insgesamt 1.541 Nutzfahrzeuge wie Omnibusse, Pritschenwagen, Sattelschlepper, Viehtransporter bzw. Halbkettenfahrzeuge wie den Citroën-Kégresse P17. Als 1934 das Deutsch-Französische Handelsabkommen von Deutschland gekündigt wurde und 1935 das Hauptwerk in Frankreich in wirtschaftliche Schwierigkeiten geriet, wurde die Kölner Produktion eingestellt und bis 1940 nur noch Reparaturen ausgeführt, bis das Werk 1940 für die Kriegsproduktion der Klöckner-Humboldt-Deutz-Werke enteignet wurde. Das berühmteste Auto war der Citroën Traction Avant Six, von dem hier 1934/35 insgesamt 1.823 Fahrzeuge gebaut wurden.
Nach dem Zweiten Weltkrieg begann Citroën 1950 mit dem Wiederaufbau des deutschen Vertriebs über ein Kundendienst- und Ersatzteilzentrum in Köln-Sülz (Sülzburgstraße 105) und eine im gleichen Jahr eröffnete Verkaufsniederlassung im Belgischen Haus in der Altstadt. Ein deutsches Vertriebszentrum wurde 1952 in der Aachener Straße in Lindenthal errichtet, und von 1959 bis 2013 bezog die Citroën Deutschland GmbH ihre Zentrale in der Westhovener Nikolausstraße (später in André-Citroën-Straße umbenannt).

### Weitere Einrichtungen in der Ära Citroën
Citroën eröffnete einen Betriebskindergarten, gründete und unterhielt ein Betriebsorchester, führte eine Krankenversicherung und eine Pension für die Mitarbeiter ein. Schulkinder lernten anhand der von den Croisières mitgebrachten Güter vieles von fremden Kulturen – die Gegenstände wurden als Wanderausstellung durch die Schulen des Landes gereicht.
Die Weltwirtschaftskrise, die Spielernatur André Citroëns und die hohen Entwicklungskosten für das Modell Traction Avant brachten Citroën in finanzielle Schwierigkeiten, 1934 musste Konkurs angemeldet werden. Als größter Gläubiger übernahmen die Gebrüder Michelin das Unternehmen. Ihrer Weitsicht ist zu verdanken, dass das fast fertig entwickelte neue Modell auf den Markt kam.
André Citroën starb am 3. Juli 1935 im Alter von nur 57 Jahren. Den Erfolg des Traction Avant erlebte er nicht mehr.

### Zweiter Weltkrieg
Kurz vor dem Zweiten Weltkrieg hatte Citroën einige neue Modelle in Planung und Erprobung:
- Frontgetriebene 8-Zylinder-Prototypen (Limousine/Cabriolet), die auf dem Traction Avant basierten, aber unter der verlängerten Haube einen aus zwei in V-Form zusammengebauten 11-CV-Motoren bestehenden 22-CV-Motor hatten. Die Prototypen wurden bei Kriegsbeginn nach Mauritius oder Madagaskar verfrachtet und sind seitdem verschollen.
- Leichter Frontlenker-Lieferwagen, interne Bezeichnung TUB
- Prototypen der TPV, der Toute petite voiture, des „ganz kleinen Autos“. 1936 begann die Produktion; nach 250 Exemplaren wurde sie wieder eingestellt, weil das Werk zur Panzerproduktion gebraucht wurde. Die meisten Wagen wurden verschrottet, damit sie nicht den Deutschen in die Hände fielen, einige wurden aber nur gut versteckt – drei davon (zwei Limousinen und ein Pick-up) so gut, dass sie erst 1995 auf dem Dachboden einer alten Villa auf dem ehemaligen Citroën-Testgelände von La Ferté-Vidame in Frankreich wiedergefunden wurden.

Während der Kriegszeit arbeitete die Entwicklungsabteilung daran, Energieträger wie Alkohol, Gas (Holzgas und Flüssiggas) oder Strom für den Fahrzeugbetrieb nutzbar zu machen, um die Auswirkungen der Benzinrationierung zu kompensieren. Verschiedene Citroën-Fahrzeuge, vorwiegend Nutzfahrzeuge, wurden ab Werk mit Brandt-Holzgasgeneratoren ausgestattet.

### Nachkriegszeit

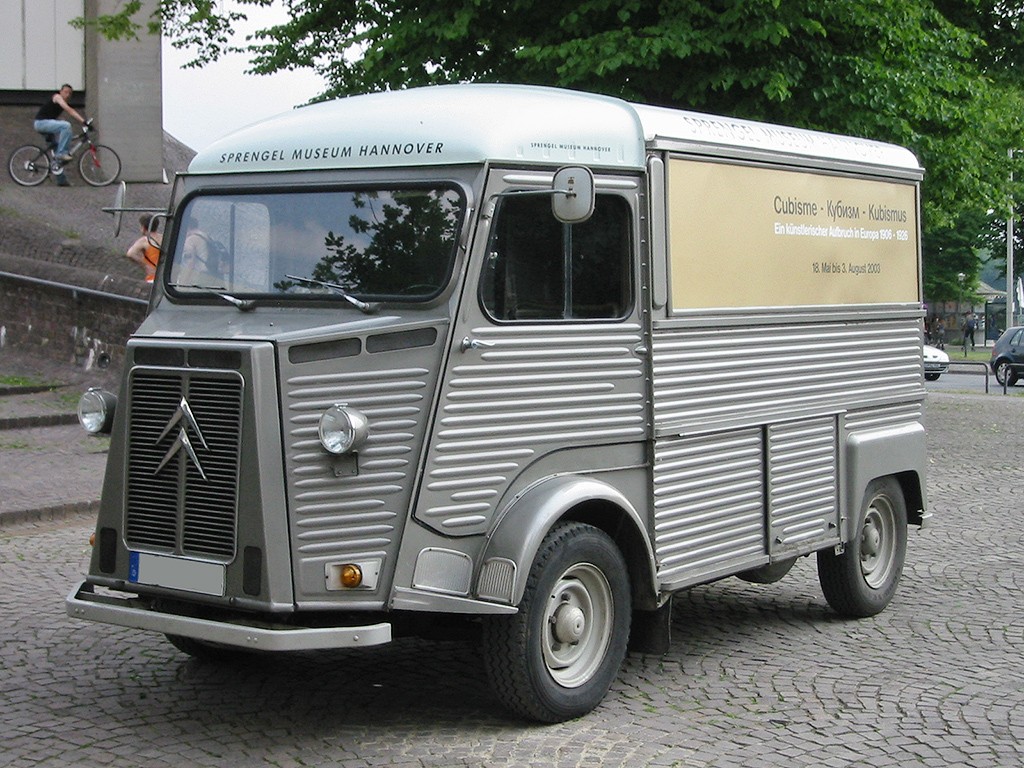
Citroën HY, gebaut von 1947 bis 1981

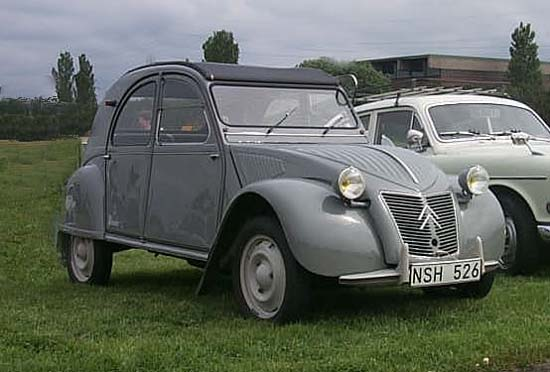
Neuanfang nach dem Krieg: der 2 CV, im Volksmund die „Ente“

Nach dem Zweiten Weltkrieg wurden zunächst die Vorkriegsmodelle weitergebaut.
Im Jahr 1947 wurde der aus dem TUB weiterentwickelte und deswegen lange Zeit umgangssprachlich immer noch TUB genannte Lieferwagen des Typs H (später HY, HX, HW, HZ und 1600) vorgestellt, ein Jahr später am 8. Juli 1948 der aus dem TPV weiterentwickelte 2 CV, wegen seiner Form auch als „Ente“ bezeichnet. Intern wurde das Modell wieder als Typ A, die Lieferwagenvariante als AU geführt, technisch gibt es aber keine Gemeinsamkeiten mit dem Vorkriegsmodell Typ A. 1955 folgte die Modellreihe D (DS = Homonym zu „déesse“, „die Göttin“), und löste den noch bis 1957 gebauten Traction Avant ab. Im Jahr 1955 übernahm Citroën einen Anteil von 25 Prozent an der französischen Firma Panhard.
Flaminio Bertonis Design der D-Modellreihe (als DS bekannt) war der Konkurrenz damals weit voraus. Auf die Frage, ob das das Auto von morgen sei, antwortete damals der Entwicklungsleiter André Lefèbvre: „Nein, das ist ein Auto von heute, alle anderen Autos sind von gestern.“ Aber nicht nur das Design war modern, sondern zum Teil auch die Technik: Mit der DS wurde über die Zentralhydraulik unter Hochdruck die hydropneumatische Federung an allen Rädern eingeführt. Weitere technische Neuerungen der DS waren die hydraulische Servolenkung und die hydraulische Bremskraftverstärkung. Im Jahr 1968 folgte die Einführung des Kurvenlichts an den Fernscheinwerfern sowie die situativ automatische Höhenregulierung beider Scheinwerferpaare (Abblend- und Fernlicht).
Der Vierzylindermotor mit zunächst 1900 cm³ Hubraum und 55 kW (75 PS) wurde, nur mit einem neuen Aluminium-Querstromzylinderkopf versehen, aus dem 11 CV übernommen. Ab 1965 gab es eine neu konstruierte Motorenreihe mit nunmehr 2200 cm³ Hubraum und 78 kW (104 PS). Die DS hatte stets Vierzylindermotoren. Zwar waren 6-Zylinder-Boxermotoren für die DS geplant und auch entwickelt worden, diese erfüllten jedoch nicht die Erwartungen der Entscheidungsträger, weshalb dann doch auf den konventionellen Reihenmotor des Vorgängers zurückgegriffen wurde. Damit dieser unter die flache Motorhaube passte, wurde er so weit wie möglich in den Innenraum unter die Armaturentafel geschoben, was ein Loch im Frontscheibenrahmen notwendig machte, um an die vierte Zündkerze herankommen zu können.
1965 folgte die vollständige Übernahme von Panhard. Obwohl Citroën kein Mittelklassefahrzeug im Angebot hatte, wurde der Panhard 24 nur noch zwei Jahre lang gebaut, danach nur noch Radpanzer.
Im Segment der Kleinwagen und der unteren Mittelklasse erschienen Ami, Dyane und Méhari, ein Mittelklassefahrzeug GS wurde 1970 vorgestellt. Citroën baute Lkw, kaufte Maserati – woraus das Oberklassesportcoupé SM entstand – und baute eine GS-Version mit Wankelmotor. Die Ölkrise beendete diese teuren Versuche unsanft, und Citroën stand 1974 erneut vor dem Konkurs. Der Mehrheitsaktionär Michelin versuchte, Teile an Fiat zu veräußern. Die Nutzfahrzeugsparte wurde an Renault verkauft, Maserati an de Tomaso.

### Die PSA-Ära

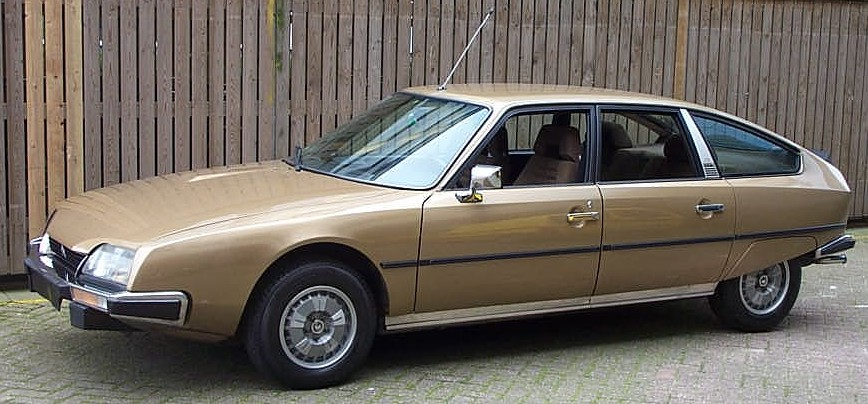
Von 1974 bis 1989 das Spitzenmodell: der CX

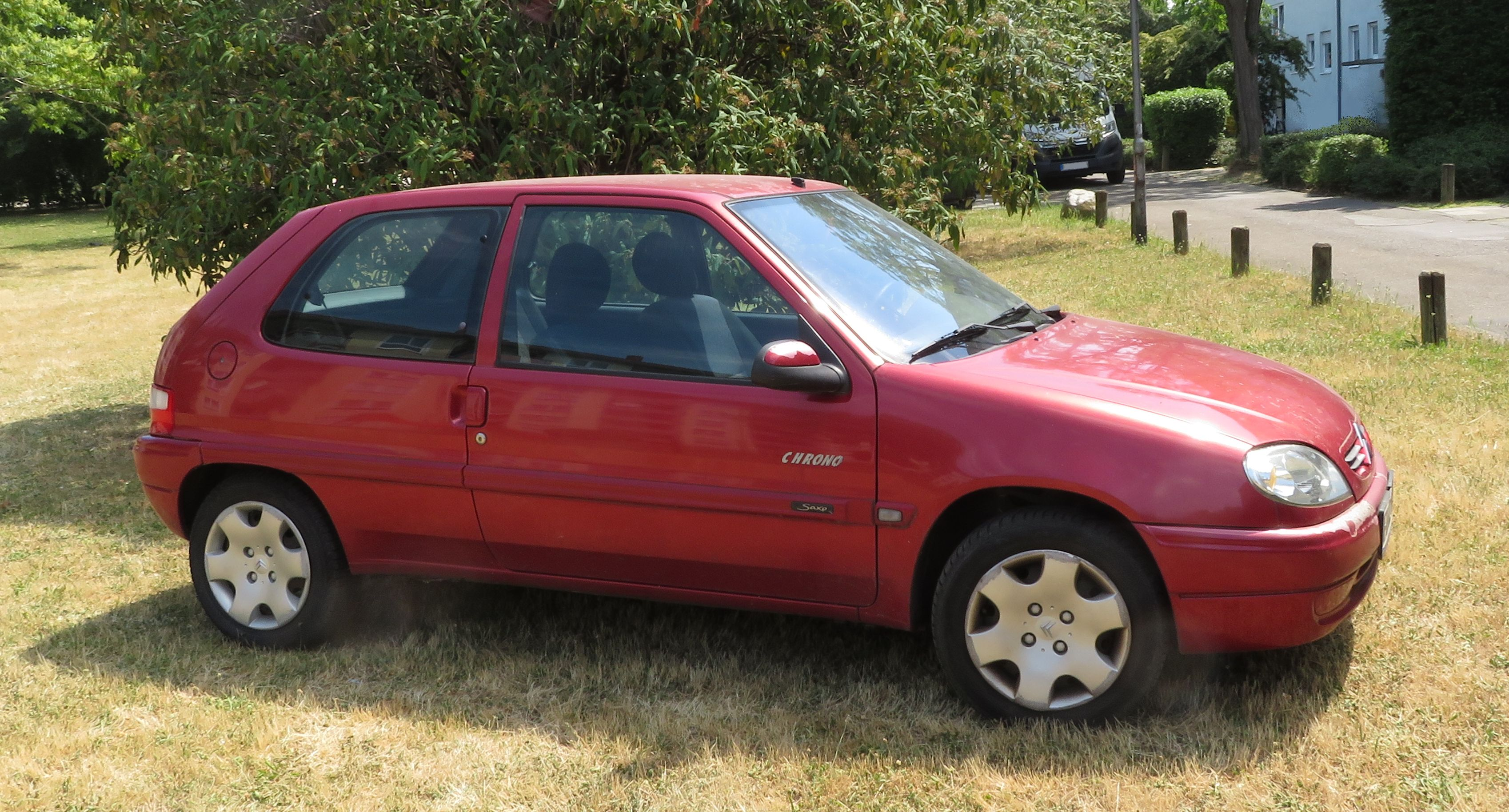
Citroën Saxo Baujahr 2000

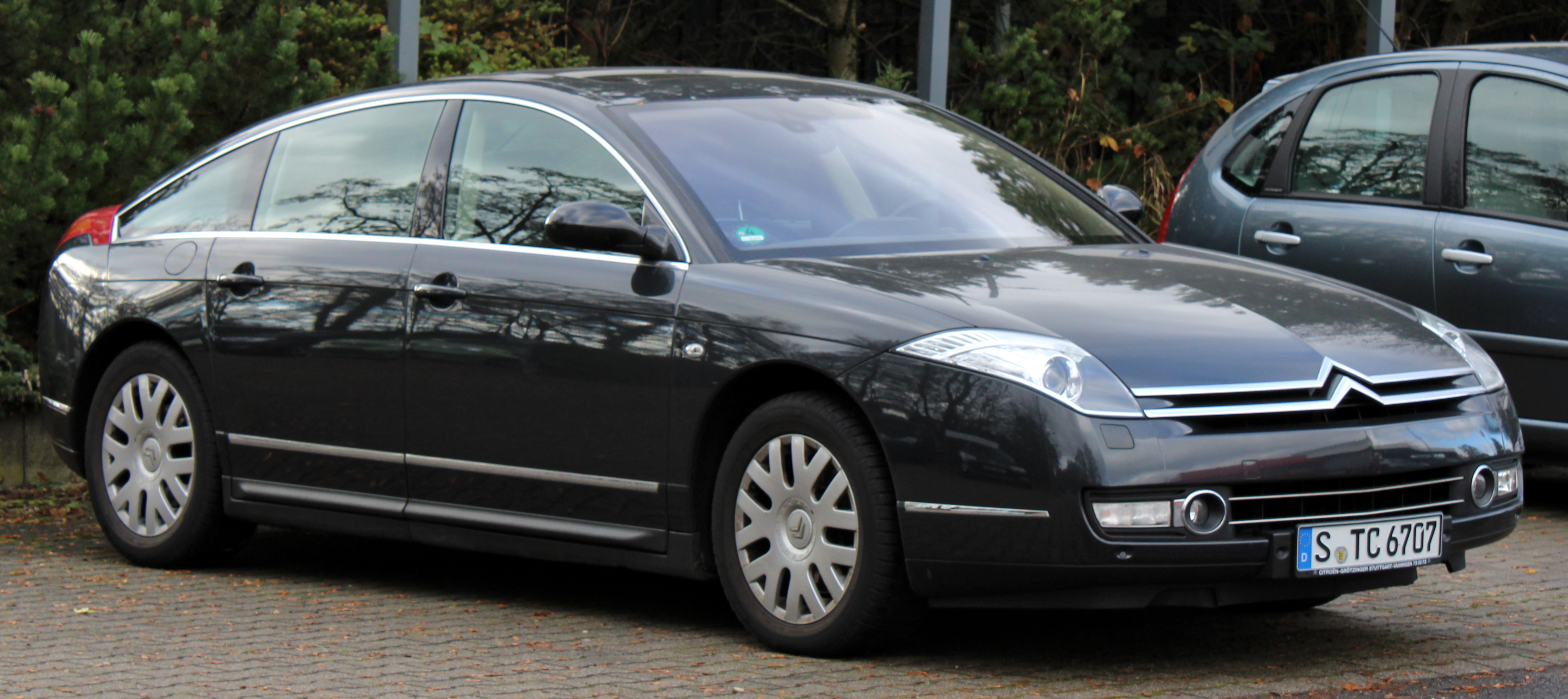
Bisher letztes Modell der oberen Mittelklasse: der C6

Im Jahr 1975 übernahm die bis dahin konkurrierende Peugeot S.A die Citroën S.A. als deren Tochtergesellschaft. Seither lief die teilweise börsennotierte Peugeot S.A. als Holding unter der Konzernmarke PSA Peugeot Citroën (kurz PSA), unter der alle Modelle der Konzernmarken auf gemeinsamen Plattformen entwickelt wurden, bis Groupe PSA und FCA im Januar 2021 zu Stellantis fusionierten.
Das letzte Citroën-Modell vor der Fusion war der CX, erste gemeinsame Modelle waren der Visa und der LN, die die technische Basis mit dem Peugeot 104 teilten. Der LN hatte auch die Karosserie des 104 Z, während das Design der Visa-Karosserie auf einen Citroën-Entwurf aus Vor-PSA-Zeiten zurückging, der aber aufgrund der gemeinsamen Plattform nicht verwirklicht werden konnte.
Der ursprüngliche Visa wurde später in Rumänien vom Joint Venture Oltcit doch gebaut und als Citroën Axel auch nach Westeuropa exportiert, an den beiden sich optisch extrem ähnelnden Modellen war allerdings kein Bauteil gleich. Die aus Frankreich stammenden Motoren des zweitürigen Oltcit waren die luftgekühlten 4-Zylinder-Boxermotoren des größeren Modells GS. Der Visa hatte den leicht vergrößerten und etwas modifizierten, luftgekühlten 2-Zylinder-Boxermotor des Citroën 2 CV mit 652 cm³ (während der 2 CV maximal 602-cm³-Motoren hatte) oder, als Visa II, wassergekühlte Peugeot-Motoren. Analog dazu gab es die gleichen Motoren auch im LN, der – mit den wassergekühlten 4-Zylinder-Reihenmotoren ausgestattet – als LNA angeboten wurde.
Im Oktober 2005 gab Citroën bekannt, mit dem Gasversorger GDF Gaz de France auf dem Erdgasautomarkt zu kooperieren und ab 2007 im Raum Toulouse Fahrzeuge zum Selbstbetanken am Gas-Hausanschluss anbieten zu wollen. Der dafür nötige 500 Euro teure Kompressor werde kostenlos bereitgestellt.
Ende 2013 kursierten Gerüchte, Citroën wolle die hydropneumatische Federung aufgeben, was Citroën-Fans sogar zu einer Petition an den Hersteller veranlasste. Auf dem Internationalen Auto-Salon Genf 2014 wurde der neue C5 Crosstourer als „aktuell einziges Hydropneumatik-Modell“ vorgestellt. Der letzte Citroën mit Hydropneumatik wurde im August 2017 produziert.
Schon seit dem Jahr 2010 wurden unter dem Premium-Label Citroën DS die Modelle DS3/Cabrio, DS4 und DS5 angeboten. Im Juni 2014 wurde dann die Premium-Submarke DS Automobiles (kurz DS) gegründet und die ersten DS-Modelle DS 5LS und DS 6WR ausschließlich in China vermarktet. 2015 begann auch in Europa die Ausgliederung der Citroën-DS-Modelle auf die Submarke DS, beginnend mit der Umgestaltung des Citroën DS5 (mit dem Citroën-Doppelwinkel im Kühlergrill) auf den DS 5 (mit dem DS-Wings genannten Markenlogo). Zeitgleich mit dem Facelift des Citroën DS4 auf den DS 4 wurde auch der DS 4 Crossback herausgebracht. Die DS-Modellpalette umfasste zu diesem Zeitpunkt ein Angebot von Kleinwagen über ein Kompaktcoupé bis zu einem Mittelklasse-Sportbrake-Coupé; ein Faltdach-Cabriolet (DS 3 Cabrio) befindet sich ebenfalls im Sortiment.

### Sonstiges
Citroën war 31 Jahre lang von 1985 bis 2016 Trikot-Hauptsponsor des spanischen Fußball-Erstligisten Celta Vigo.
Das Archiv des Unternehmens trägt den Namen Conservatoire CITROËN und dient der wissenschaftlichen Arbeit, bezogen auf die Unternehmensgeschichte. Eine touristische Besichtigung ist nur bedingt möglich.

## Evolution des Logos

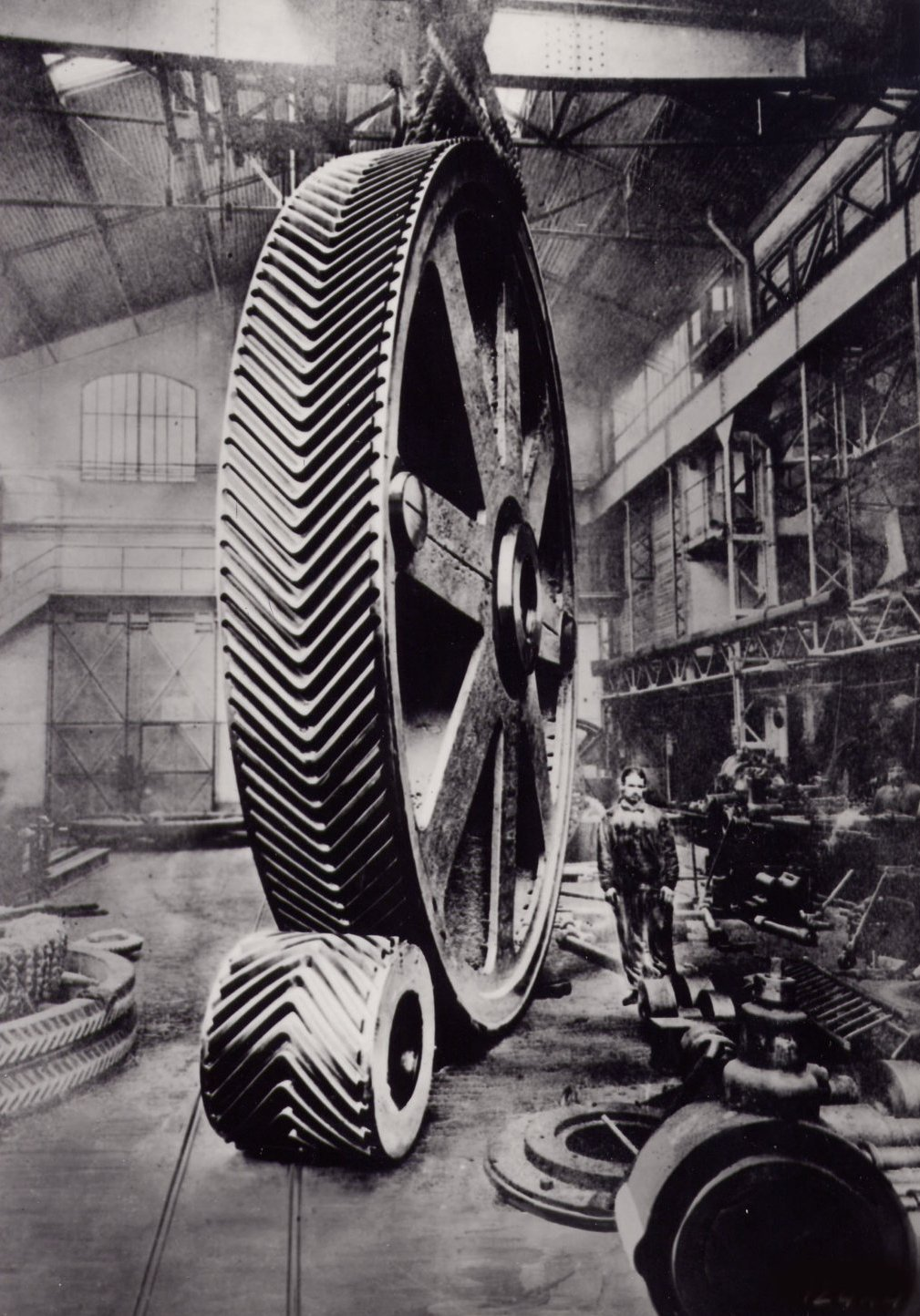
Pfeilverzahnte Zahnräder

Der Ursprung des Firmenemblems ist die doppelte Schrägverzahnung (Pfeilverzahnung) von Zahnrädern, dem ersten Produktionsschwerpunkt des Unternehmens

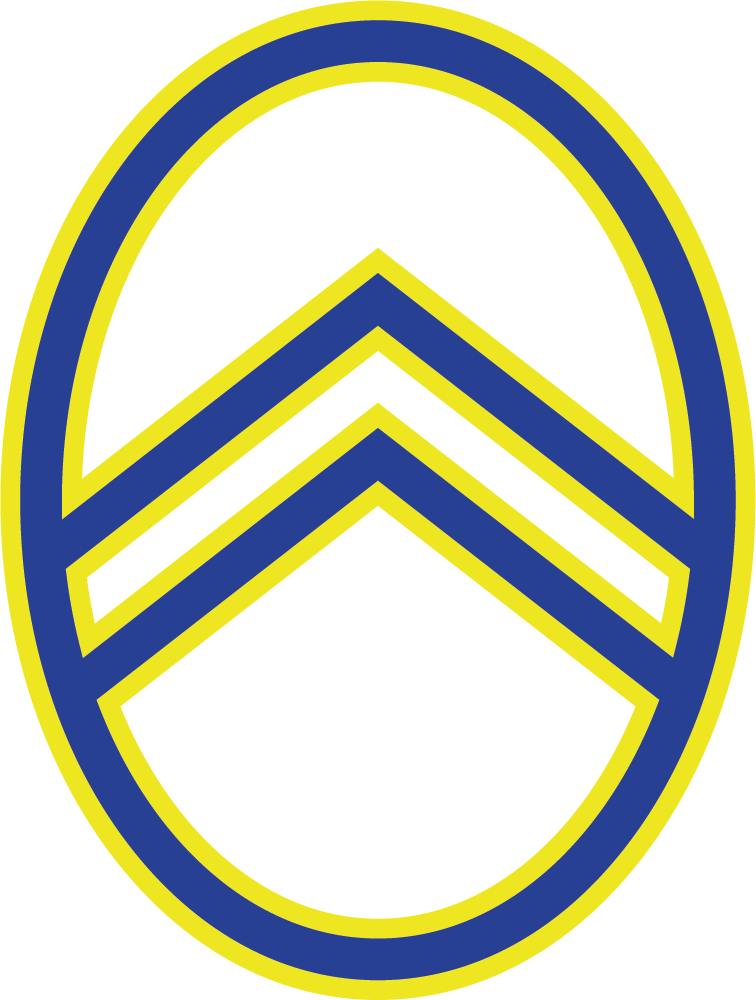
1919–1921
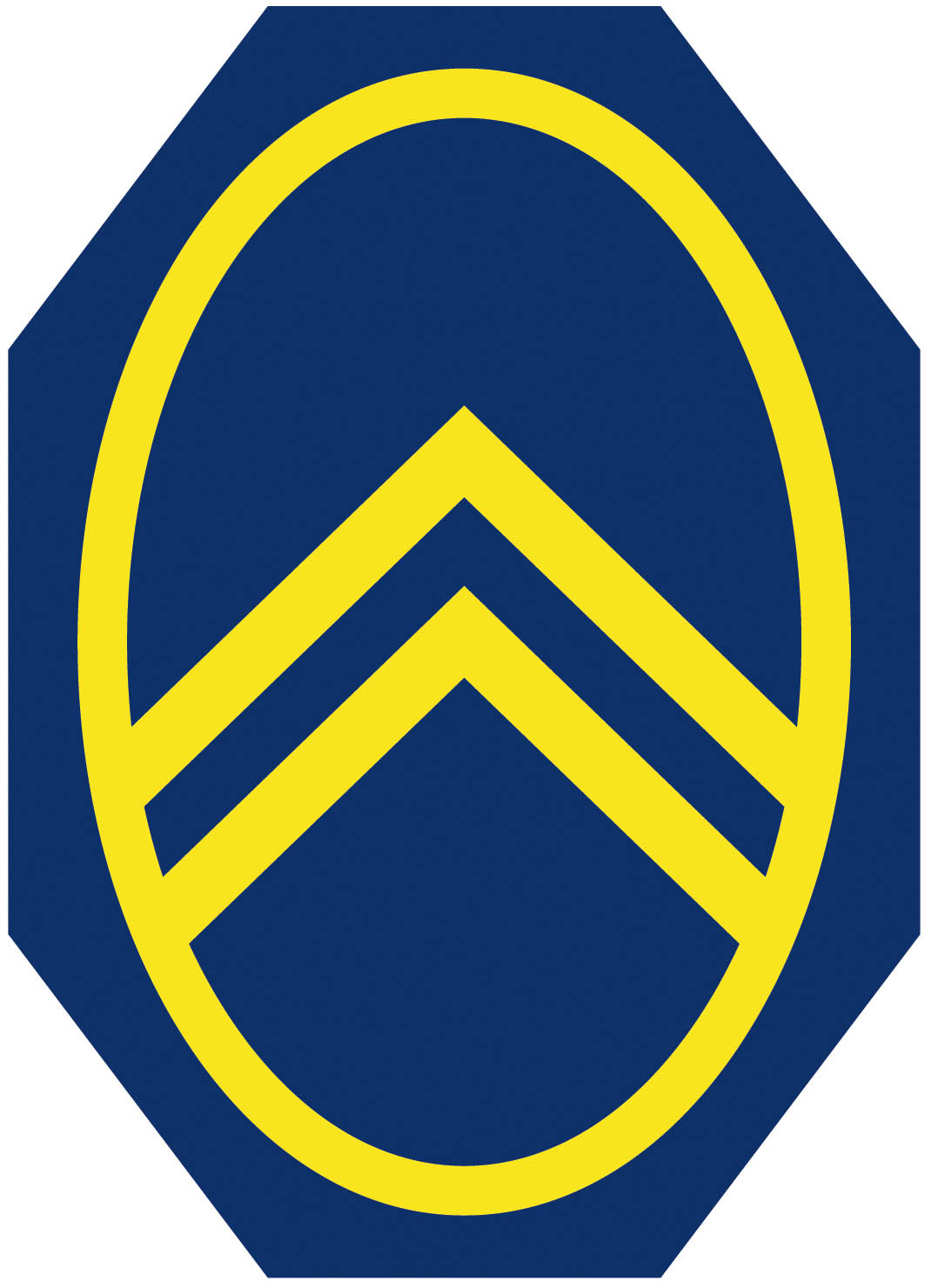
1921–1932
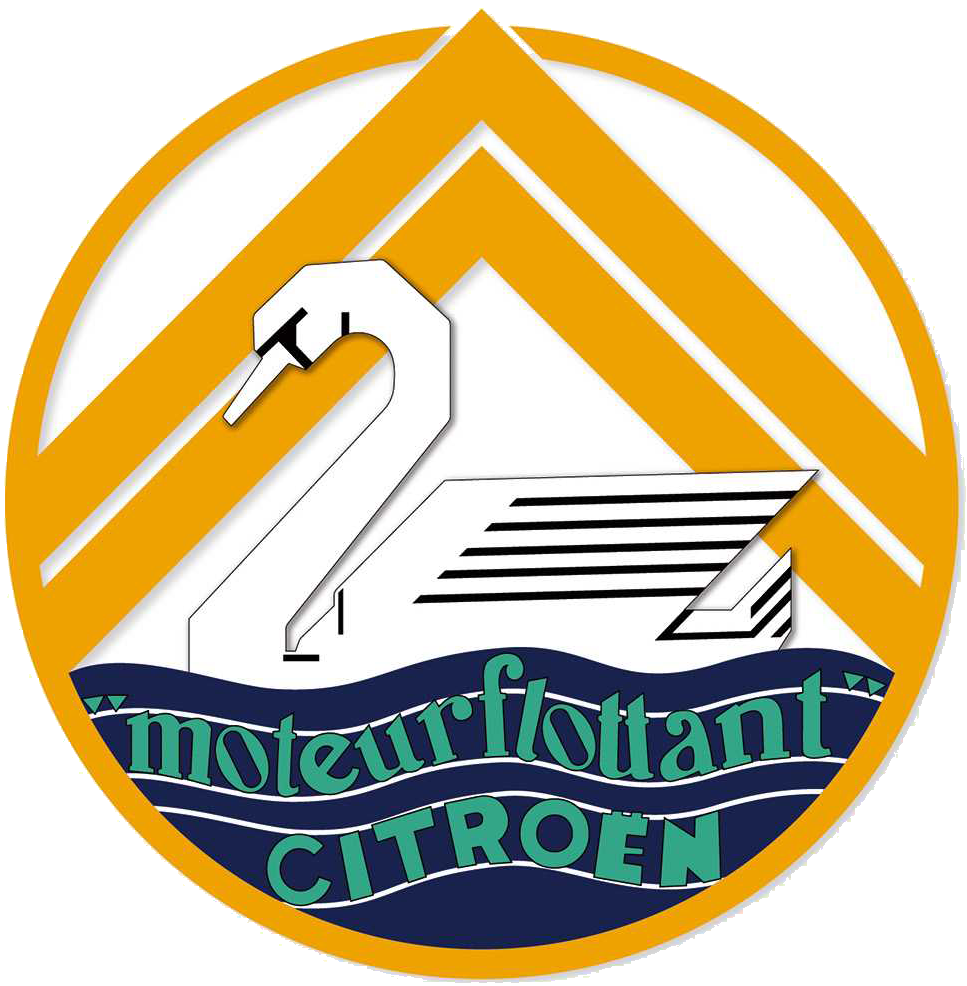
1932–1936 (deutsch: Der schwebende Motor)
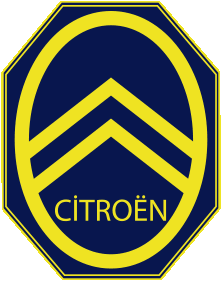
1936–1959
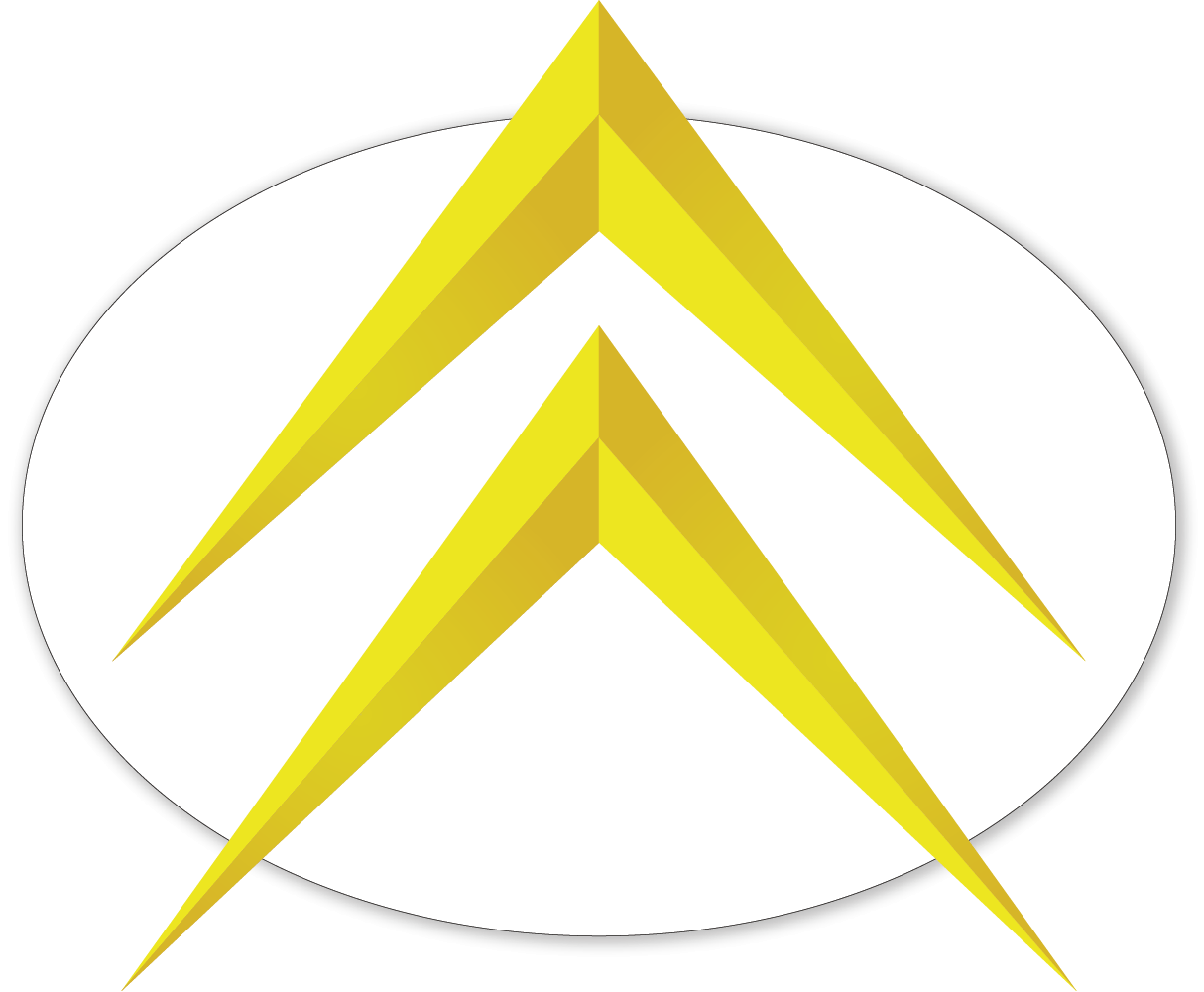
1959–1966
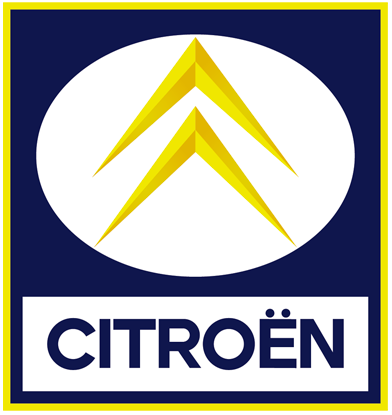
1966–1985
1985–2009
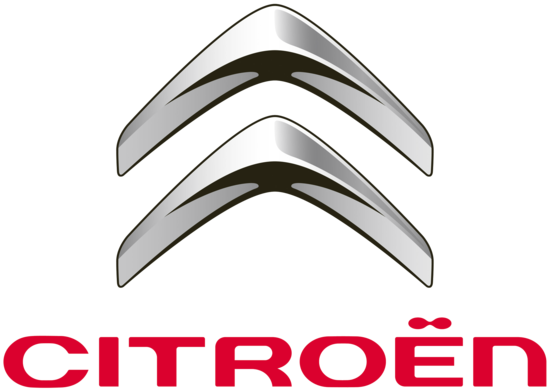
2009–2016
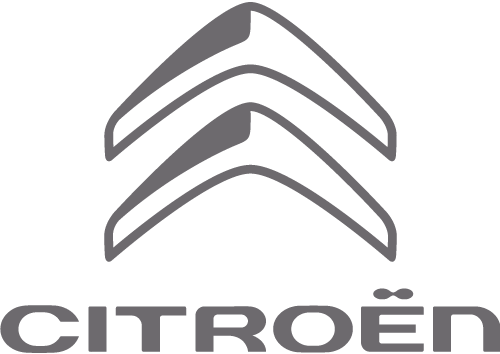
2016–2022
Seit 2022[20]

## Citroën-Modelle

### Personenwagen

#### 1919 bis 1945
- Citroën Typ A (1919–1921)
- Citroën Typ B2 (1921–1926)
- Citroën Typ C (1922–1926)
- Citroën Typ B10 (1924–1925)
- Citroën Typ B12 (1925–1927)
- Citroën Typ B14 (1926–1928)
- Citroën C4 (1928–1932)
- Citroën C6 (1928–1932)
- Citroën Rosalie 8 CV, 10 CV, 15 CV (1932–1938)
- Citroën Traction Avant (1934–1957)

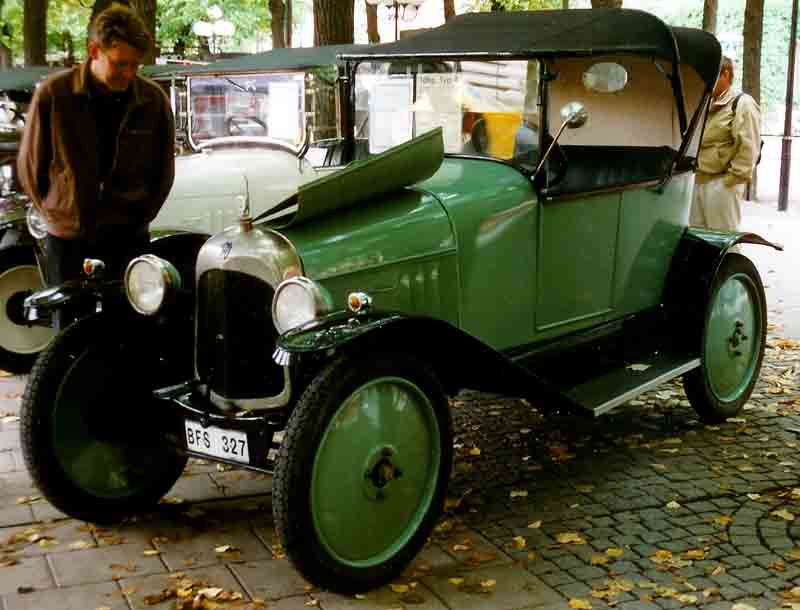
Citroën Typ A (1919–1921)
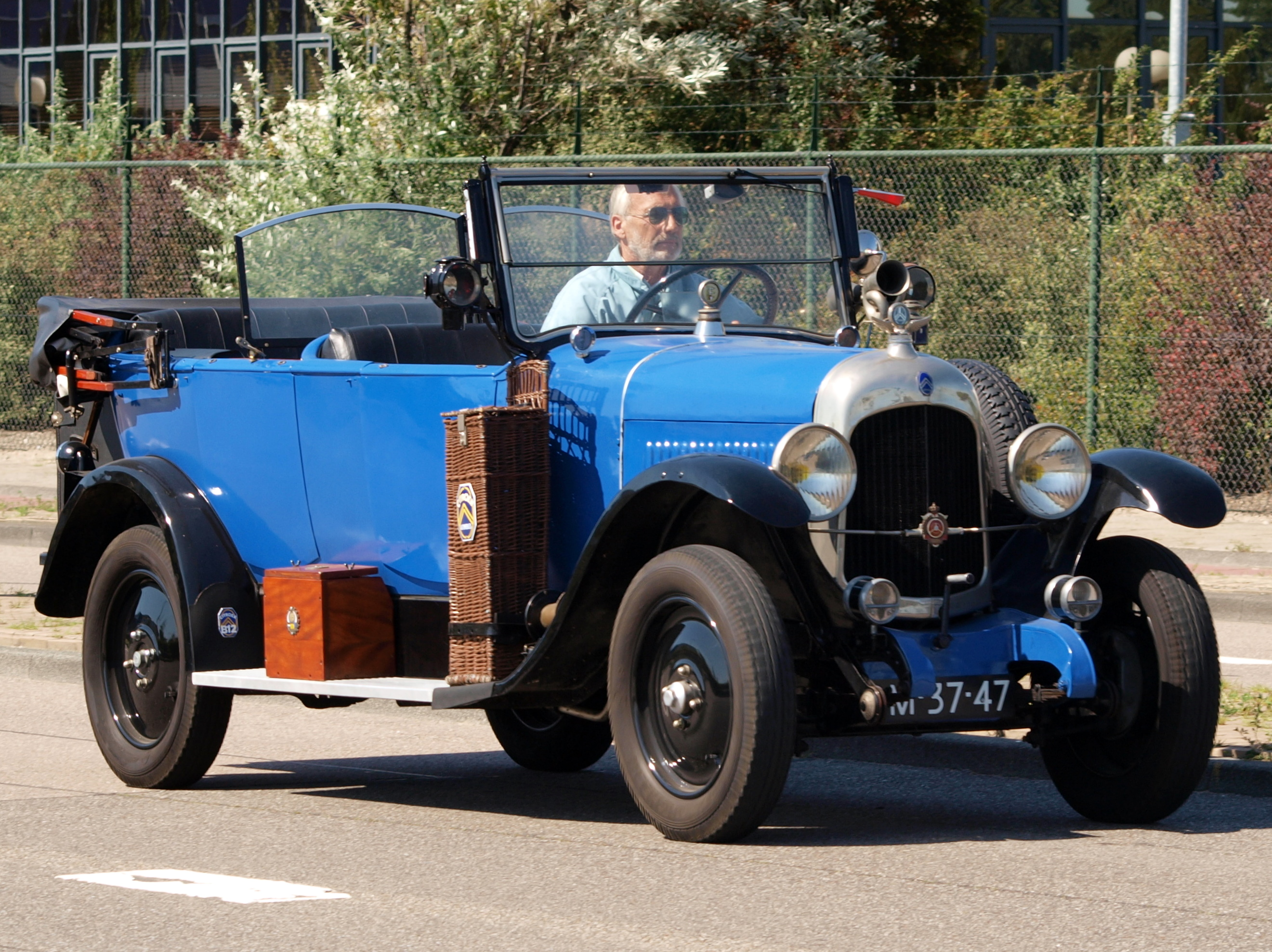
Citroën Typ B12 (1925–1927)
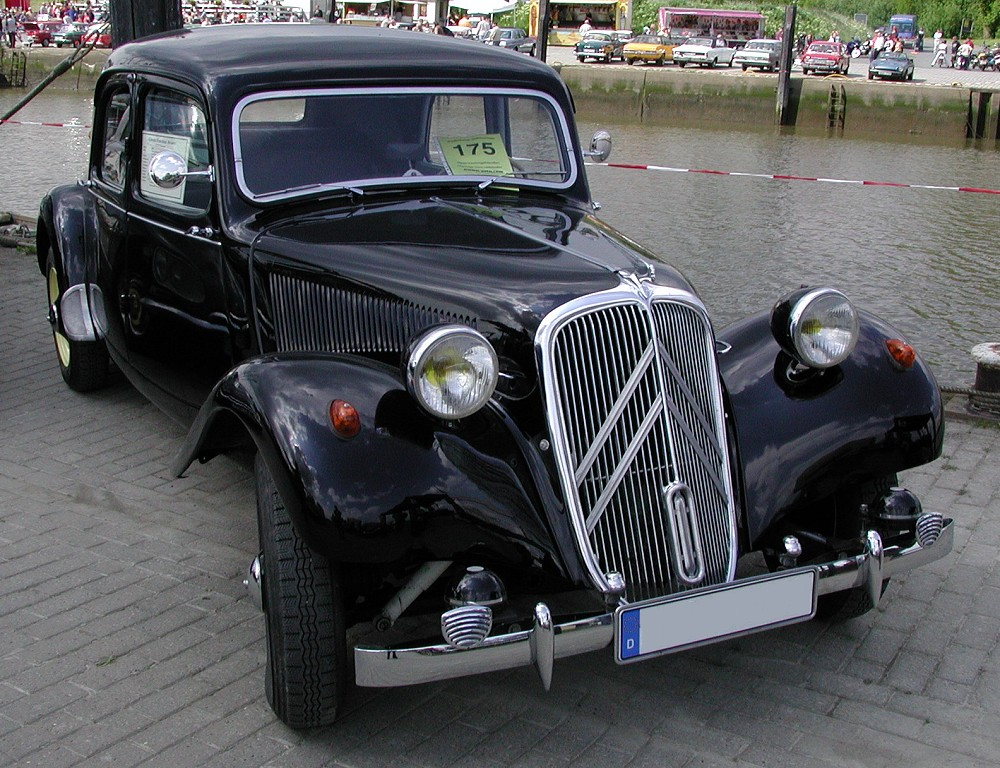
Citroën Traction Avant (1934–1957)

#### 1945 bis 1975
- Citroën 2 CV Ente (1949–1990)
- Citroën D-Modelle: DS (« La Déesse » ‚Die Göttin‘) (1955–1975), ID (Idée) (1957–1975), sowie D Spézial und D Super/D Super 5
- Citroën Bijou (1959–1964)
- Citroën Ami 6 (1961–1969)
- Citroën Dyane (1967–1984)
- Citroën Méhari (1968–1987)
- Citroën Ami 8 (1969–1978); inklusive Ami Super (1973–1976)
- Citroën M35 (1969–1971)
- Citroën SM Sa Majesté (1970–1975)
- Citroën GS (1970–1979; 1979–1986: GSA)
- Citroën GS Birotor (1973–1975; Modelle mit Wankelmotoren, siehe auch Comotor und NSU)
- Citroën CX (1974–1991)
- Citroën Pony (1975–1982)

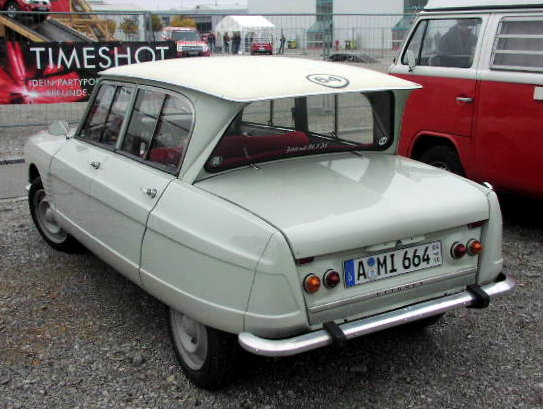
Citroën Ami 6 (1961–1969)
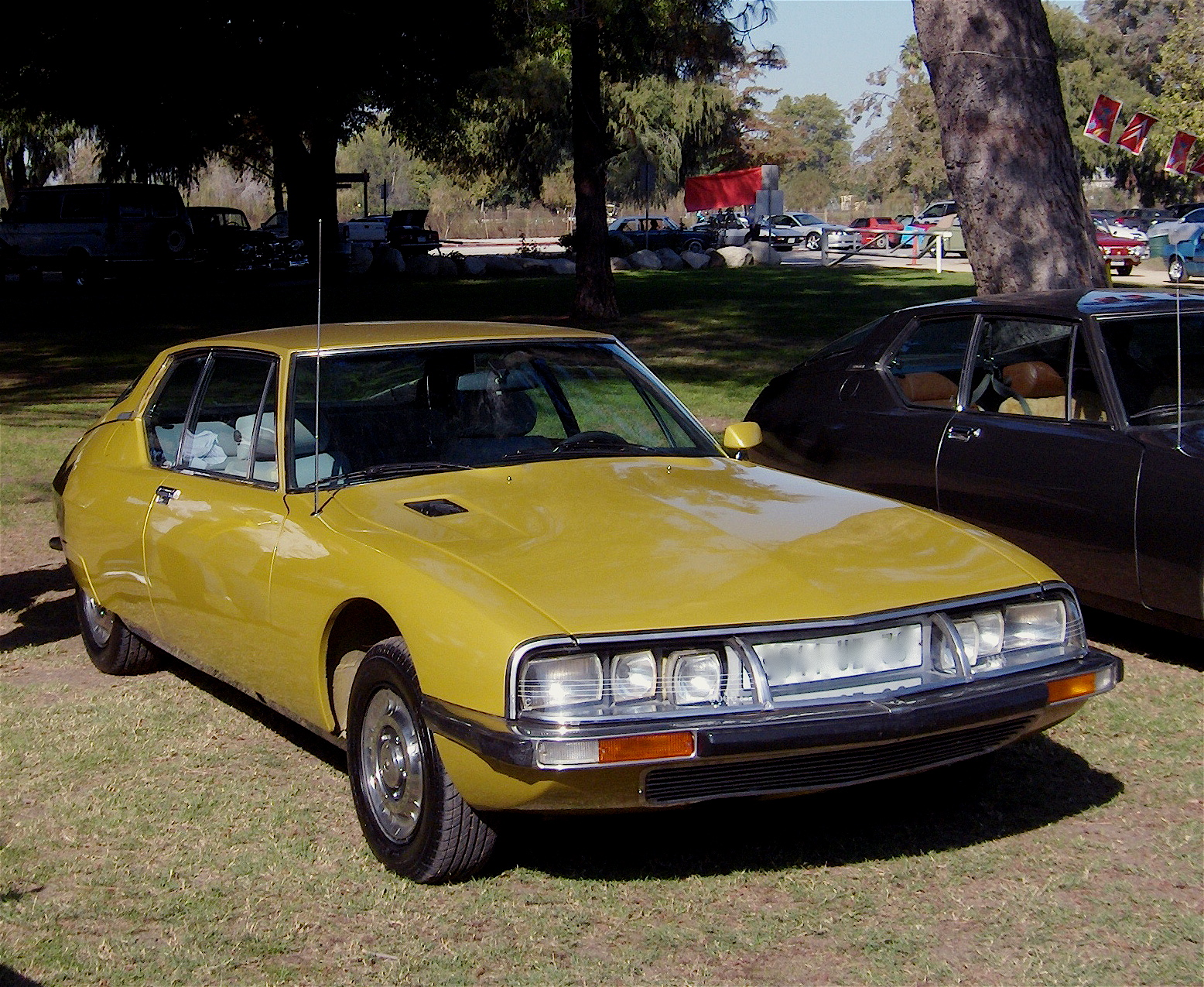
Citroën SM (1970–1975)
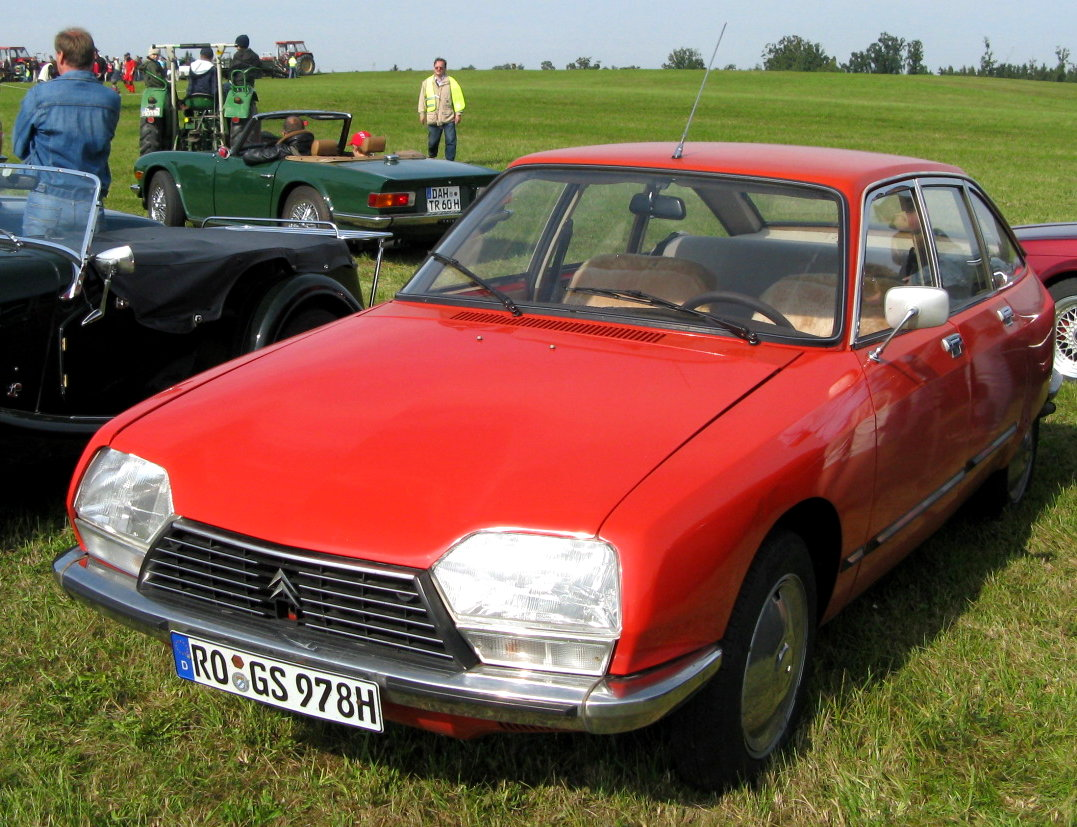
Citroën GS (1970–1979)

#### Seit 1975 (Citroën unterPSA)
- Citroën LN Hélène (1976–1986, ab 1978 LNA; baugleich mit Peugeot 104 Z, ähnlich Talbot Samba)
- Citroën Visa (1978–1988, auf der Plattform des Peugeot 104)
- Citroën A4x4 (1979–1983; 5000 Exemplare)

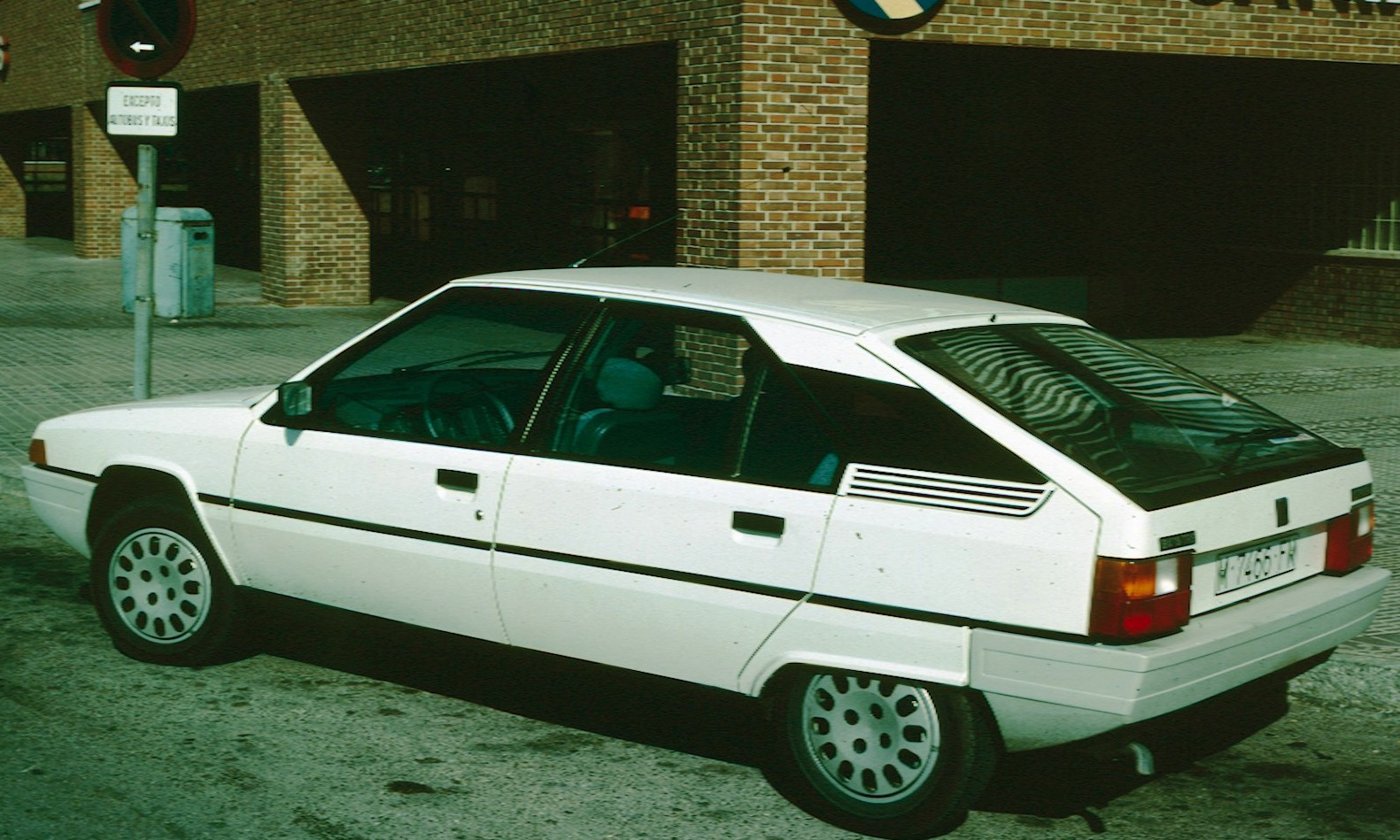
Citroën BX (1982–1994)
- Citroën Axel (1984–1988; wurde schon ab 1981 in Rumänien als Oltcit gefertigt)
- Citroën AX (1986–1998)
- Citroën XM (1989–2000, bauähnlich mit Peugeot 605)
- Citroën ZX (1991–1998, bauähnlich mit Peugeot 306)
- Citroën Xantia (1992–2001, bauähnlich mit Peugeot 406)
- Citroën Evasion (1994–2002, baugleich mit Fiat Ulysse, Lancia Zeta und Peugeot 806)
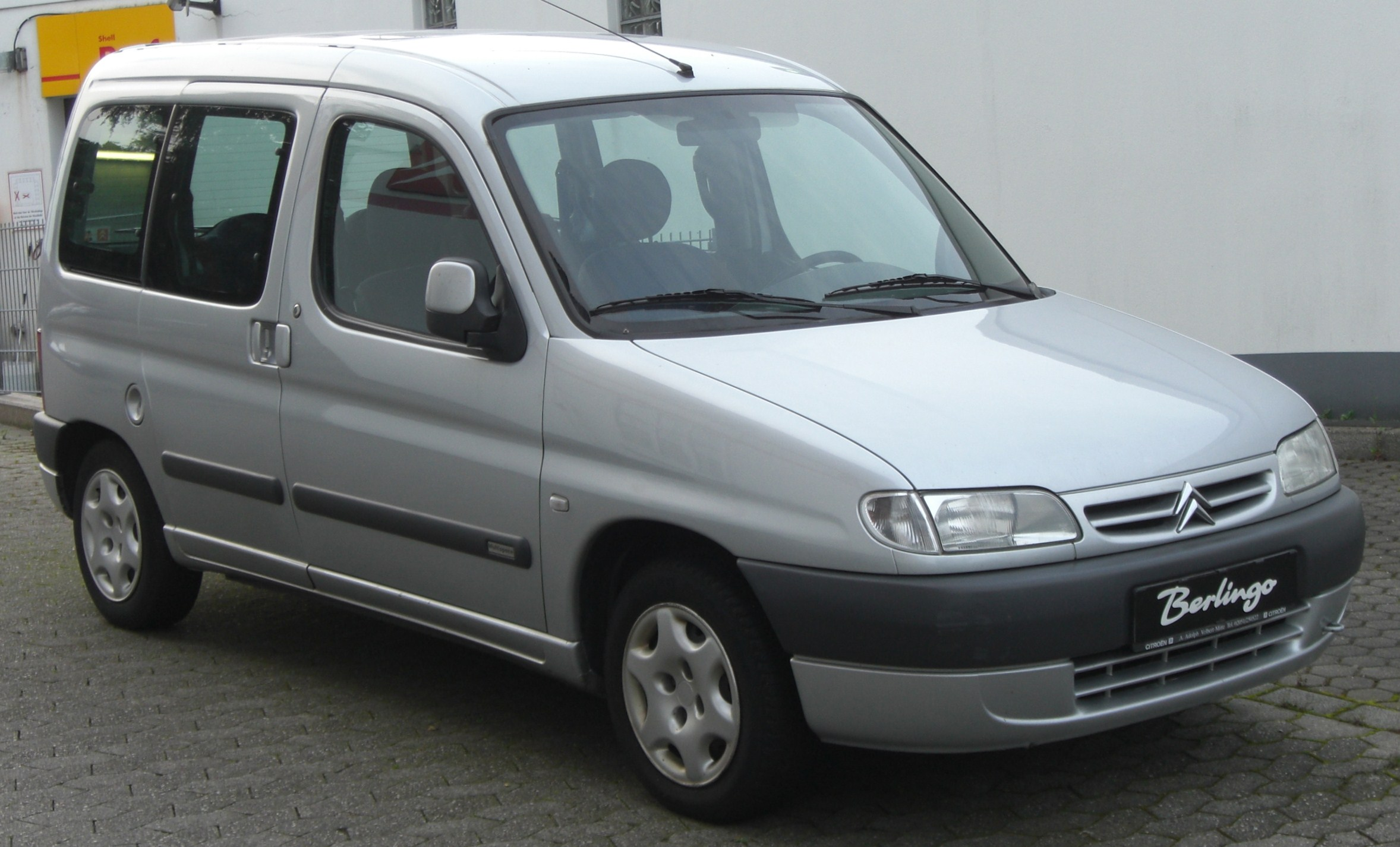
Citroën Saxo (1996–2003, bauähnlich mit Peugeot 106)
- Citroën Berlingo (seit 1996, baugleich mit Peugeot Rifter)
- Citroën Xsara (1997–2006, bauähnlich mit Peugeot 306)
- Citroën Xsara Picasso (1999–2010)
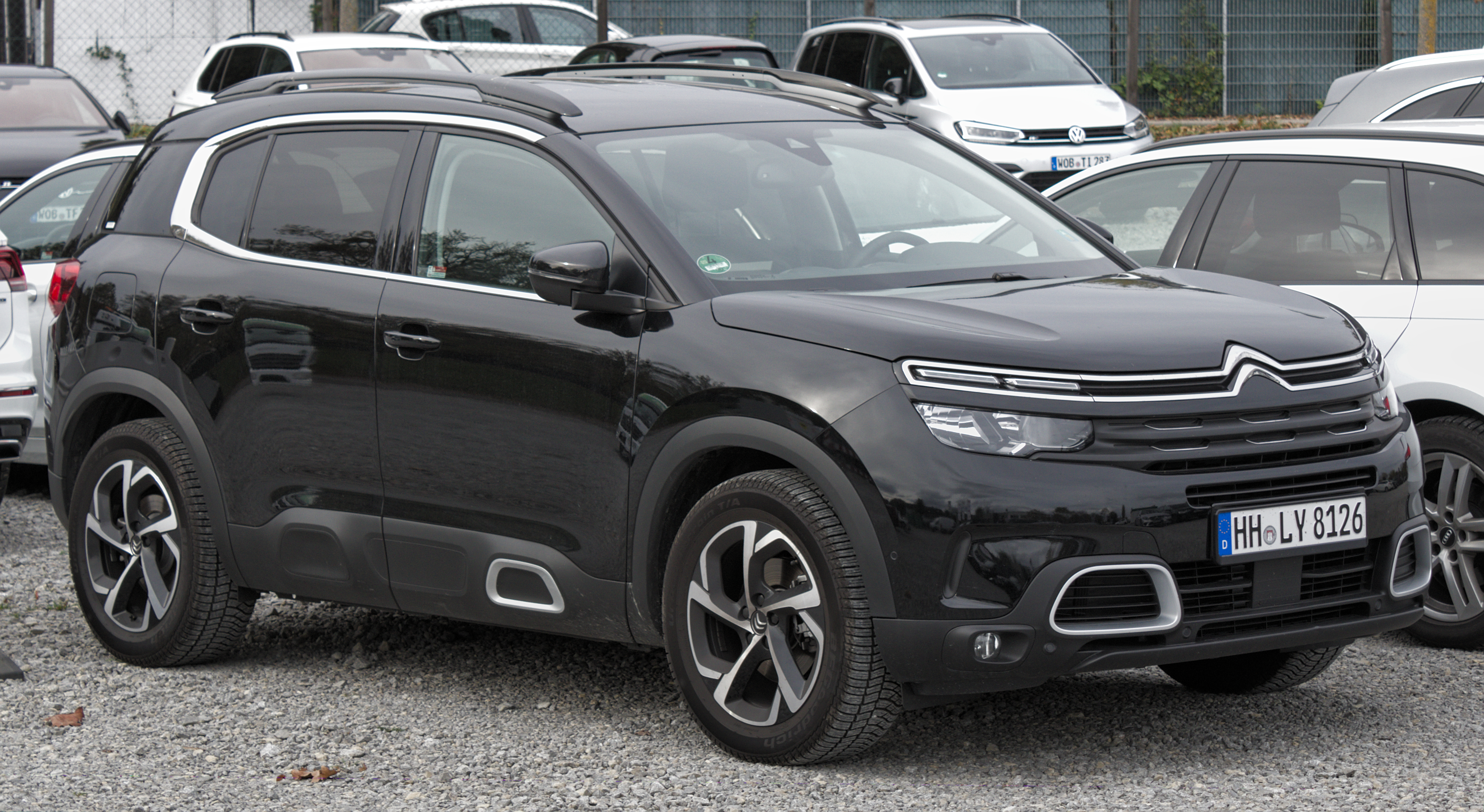
Citroën C5 (2001–2017)
- Citroën C3 (seit 2002)
- Citroën C3 (CC21) (seit 2022)
- Citroën C8 (2002–2014, baugleich mit Eurovans)
- Citroën C2 (2003–2009)
- Citroën C3 Pluriel (2003–2010)
- Citroën C4 (2004–2018, seit 2020)
- Citroën C1 (2005–2022, baugleich mit Peugeot 107/108 und Toyota Aygo)
- Citroën C6 (2005–2012)
- Citroën C4 Picasso (2006–2022)
- Citroën C-Crosser (2007–2013)
- Citroën C3 Picasso (2009–2017)
- Citroën C4 Aircross (2012–2017)
- Citroën C4 Cactus (2014–2020)
- Citroën C3 Aircross (seit 2017)
- Citroën C5 Aircross (seit 2017)
- Citroën Ami (seit 2020)
- Citroën C5 X (seit 2021)
- Citroën Ami (seit 2022)
- Citroën C4 (seit 2022)
- Citroën C4 X (seit 2022)
- Citroën ë-C4 X (seit 2022)
- Citroën ë-C3 (seit 2024)

- Citroën BX (1982–1994)
- Citroën Berlingo (seit 1996)
- Citroën C5 Aircross (seit 2017)

#### Seit 2014 (DS Automobiles unter Citroën)
- DS 3 (2010 bis 2015 als Citroën DS3)
- DS 4 (2011 bis 2015 als Citroën DS4)
- DS 5 (2011 bis 2015 als Citroën DS5)

### Nutzfahrzeuge

#### Vorkriegs-Ära (bis 1945)
- Traktoren
- Kégresse-Raupenfahrzeuge
- Citroen W 15 T
- Citroën Typ A Pick-up und Omnibus (1919–1921)
- Citroën Typ B2 Pick-up und Omnibus (1921–1926)
- Citroën Typ B12 Pick-up, Omnibus und Kastenwagen (1925–1927)
- Citroën Typ B14 Pick-up, Omnibus und Kastenwagen (1926–1928)
- Citroën Typ B15 Citroëns erster Lkw auch als Omnibus (1926–1928)
- C4 Pick-up, Omnibus und Kastenwagen (1928–1932)
- Citroën Rosalie Pick-up, Omnibus und Kastenwagen (1932–1938)
- Citroën Typ 29 Lkw und Omnibus Nachfolger des Typ B15 (1933–1934)
- Citroën Typ 45 Lkw und Omnibus (1933–1953)
- Citroën Traction Avant Pick-up und Kastenwagen (1934–1957)
- Citroën Typ 32 Lkw und Omnibus ersetzte den Typ 29 mit höherer Nutzlast (1934–1948)
- Citroën Typ 23 Lkw und Omnibus (1935–1969)
- TUB Kastenwagen und Kleinbus (1939–1941)

#### Nachkriegs-Ära (1945 bis 1975)
- H, HY, HW, HX, HZ und 1600 Le TUB (1947–1981); ursprünglich als Ersatz des Citroën Typ 32 geplant
- AU, AZU, AK, AKS Kastenente (1951–1978; 2 CV als Kastenwagen)
- Citroën Typ 55 (1953–1965); Nachfolger des Typ 45
- Citroën Belphégor (1965–1972); Nachfolger von Typ 55/Typ 23
- Citroën-Berliet K (1970–1974); Nachfolger des Belphégor. Durch die Übernahme von Berliet sollte ein in der Produktion einfacheres Modell geschaffen werden. Der K erhielt eine Fahrerkabine von Berliet, behielt aber das Chassis des Belphégor. Durch den Verkauf von Berliet an Renault wurde die Produktion bereits Ende 1974 eingestellt
- Citroën C35 (1974–1991; baugleich mit Fiat 242)

#### ÄraPSA(ab 1975)
- Citroën Acadiane (1978–1987; Dyane als Kastenwagen)
- Citroën C25 (1981–1993; baugleich mit Fiat Ducato und Peugeot J5)
- Citroën C15 (1984–2005; Visa als Kastenwagen)
- Citroën Jumper (1994–2006; baugleich mit Fiat Ducato II und Peugeot Boxer)
- Citroën Jumpy (1995–2006; baugleich mit Fiat Scudo und Peugeot Expert)
- Citroën Berlingo (seit 1996, baugleich mit Peugeot Partner)
- Citroën Jumpy II (2007–2016; baugleich mit Fiat Scudo II, Peugeot Expert II und Toyota Proace)
- Citroën Jumper II (seit 2006; baugleich mit Fiat Ducato III, Opel Movano III, Peugeot Boxer II und Toyota Proace Max)
- Citroën Nemo (2007–2015; baugleich mit Fiat Fiorino und Peugeot Bipper)
- Citroën Jumpy III (seit 2016; baugleich mit Fiat Scudo III, Opel Vivaro III, Peugeot Expert III und Toyota Proace II)

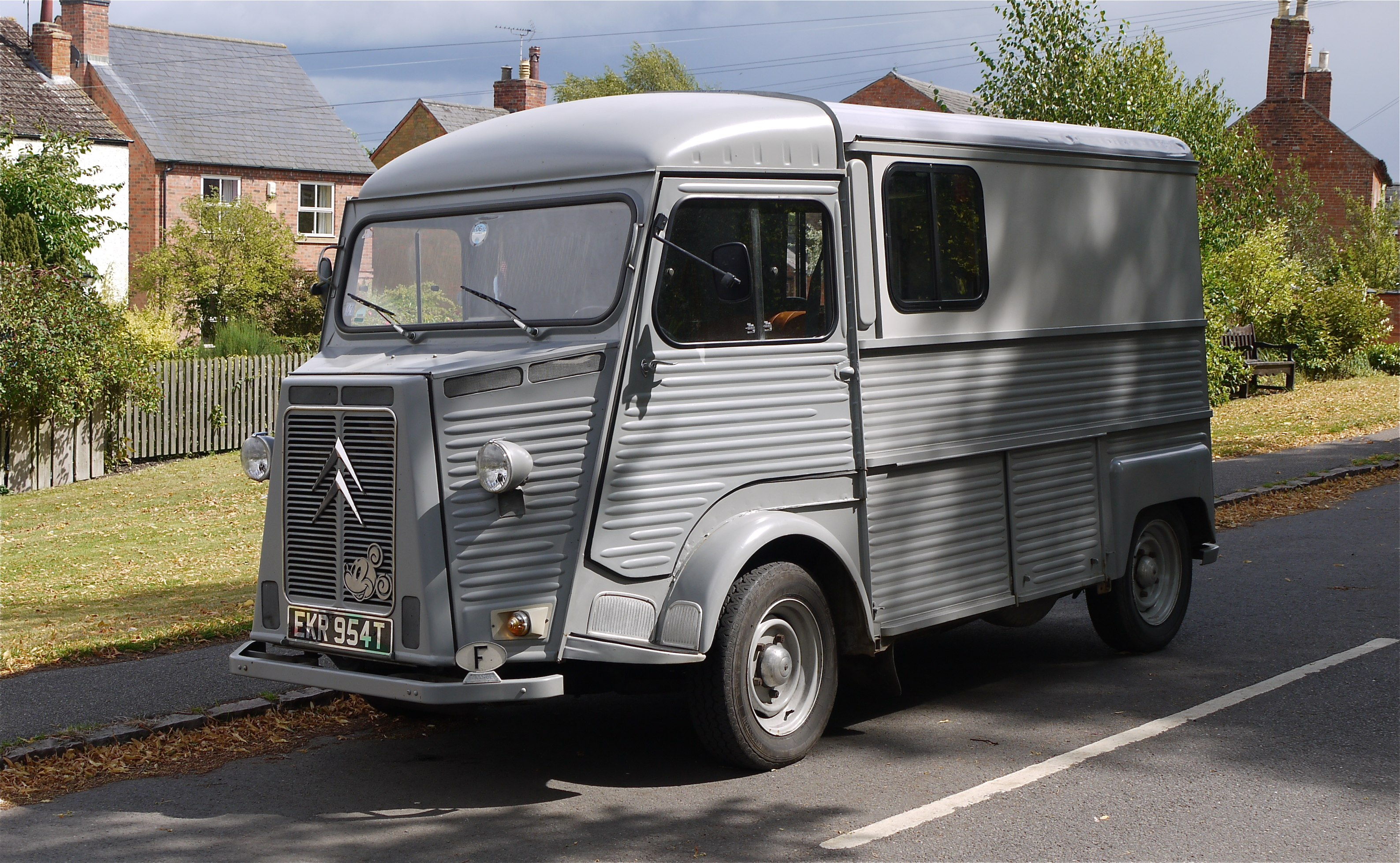
Citroën Typ H (1947–1981)
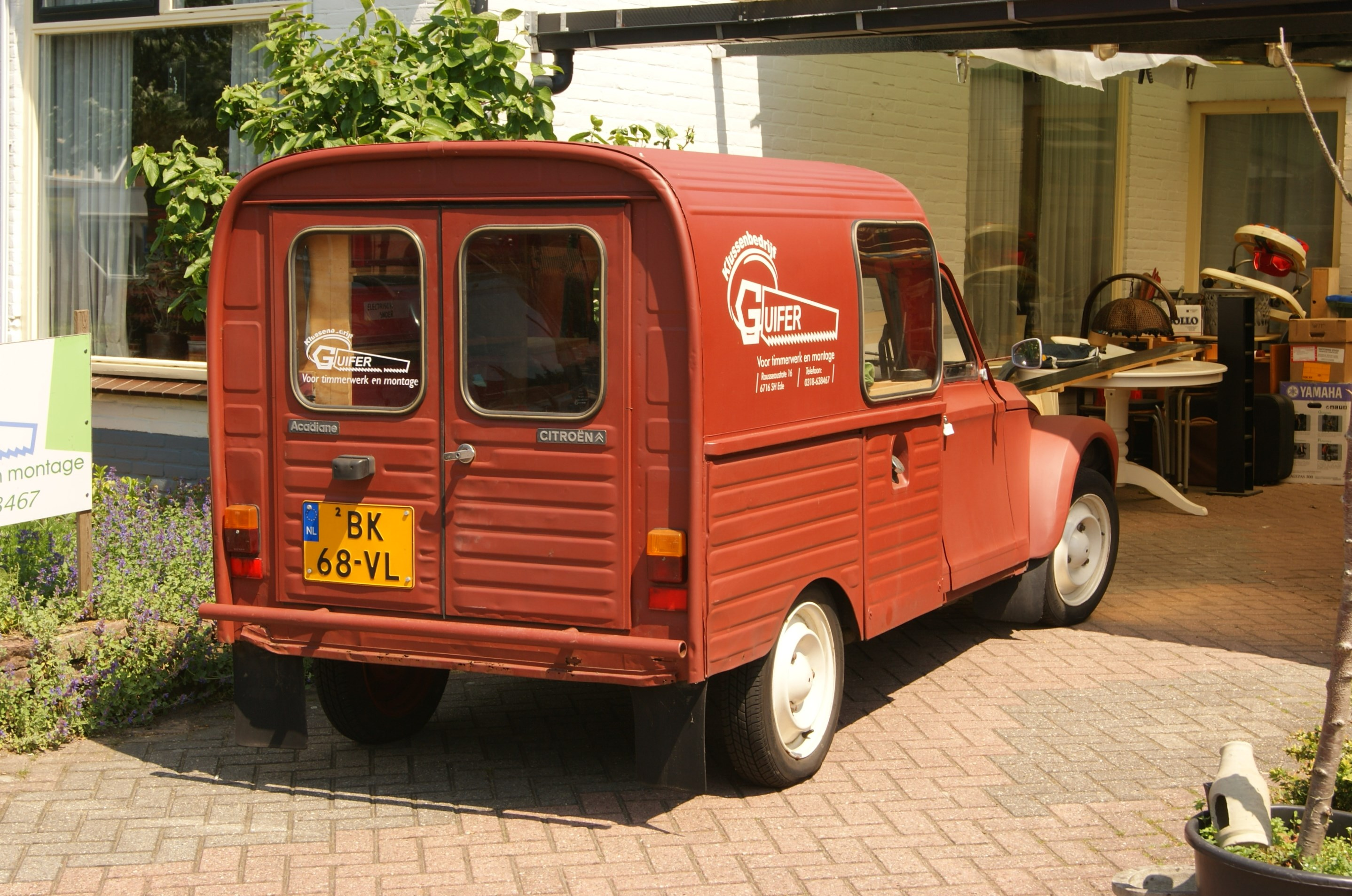
Citroën Acadiane (1978–1987)
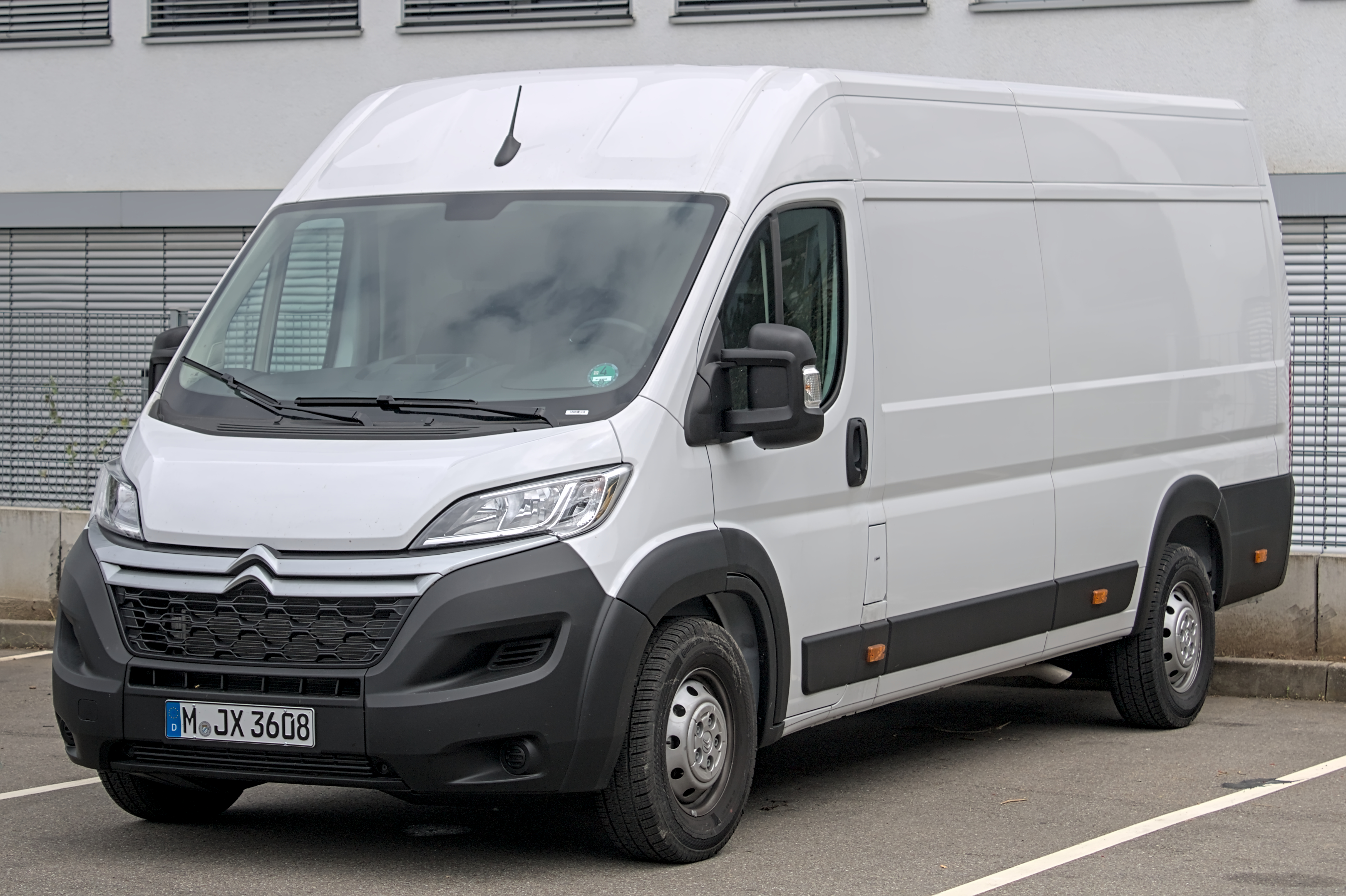
Citroën Jumper (seit 1994)

## Fahrzeugstatistiken

### Weltweiter Absatz
Die Anzahl der weltweiten Verkäufe von Fahrzeugen der Marke Citroën (bis 2014 einschließlich der Submarke DS) lag in folgender Höhe:
| Jahr | Anzahl      | Quelle    |
| ---- | ----------- | --------- |
| 2004 | 1.348.100   | [ PSA 2 ] |
| 2005 | 1.394.500   | [ PSA 2 ] |
| 2006 | 1.406.100   | [ PSA 2 ] |
| 2007 | 1.461.300   | [ PSA 3 ] |
| 2008 | 1.356.300   | [ PSA 4 ] |
| 2009 | 1.346.400   | [ PSA 5 ] |
| 2010 | 1.460.400   | [ PSA 6 ] |
| 2011 | 1.435.700   | [ PSA 7 ] |
| 2012 | 1.264.900   | [ PSA 8 ] |
| 2013 | 1.266.000   | [ PSA 9 ] |
| 2014 | 1.303.700   | [ 21 ]    |
| 2015 | 1.160.900 1 | [ 22 ]    |
| 2016 | 1.140.900   | [ 23 ]    |
| 2017 | 1.055.676   | [ 24 ]    |
| 2018 | 1.046.229   | [ 25 ]    |
| 2019 | 989.853     | [ 26 ]    |
| 2020 | 717.190     | [ 27 ]    |
| 2021 | 796.868     | [ 28 ]    |

### Pkw-Neuzulassungen und Marktanteile in Deutschland
Laut Statistik des Kraftfahrt-Bundesamtes lagen die Pkw-Neuzulassungen der Marke Citroën sowie ihr Anteil an den Pkw-Neuzulassungen in Deutschland in folgender Höhe:
| Jahr | Anzahl    | Anteil in Prozent | Quelle    |
| ---- | --------- | ----------------- | --------- |
| 2000 | 050.108   | 1,48              | [ KBA 1 ] |
| 2001 | 057.827   | 1,73              | [ KBA 1 ] |
| 2002 | 065.994   | 2,03              | [ KBA 1 ] |
| 2003 | 065.263   | 2,02              | [ KBA 1 ] |
| 2004 | 059.091   | 1,81              | [ KBA 1 ] |
| 2005 | 072.472   | 2,17              | [ KBA 1 ] |
| 2006 | 083.469   | 2,41              | [ KBA 1 ] |
| 2007 | 073.244   | 2,33              | [ KBA 1 ] |
| 2008 | 073.337   | 2,37              | [ KBA 1 ] |
| 2009 | 101.370   | 2,66              | [ KBA 1 ] |
| 2010 | 068.436   | 2,35              | [ KBA 2 ] |
| 2011 | 066.711   | 2,10              | [ KBA 2 ] |
| 2012 | 061.038   | 1,98              | [ KBA 2 ] |
| 2013 | 048.442   | 1,64              | [ KBA 2 ] |
| 2014 | 052.003   | 1,71              | [ KBA 2 ] |
| 2015 | 051 413   | 1,6               | [ 29 ]    |
| 2016 | 048 726 2 | 1,5               | [ 30 ]    |
| 2017 | 052 760   | 1,5               | [ 31 ]    |
| 2018 | 055 223   | 1,6               | [ 32 ]    |
| 2019 | 058 840   | 1,6               | [ 33 ]    |
| 2020 | 048 950   | 1,7               | [ 34 ]    |
| 2021 | 042 636   | 1,6               | [ 35 ]    |
| 2022 | 036.687   | 1,4               | [ 36 ]    |

## Produktionsstandorte

### Frankreich
- Asnières-sur-Seine (Hydraulikkomponenten) (geschlossen 2010)[37]
- Aulnay-sous-Bois (Endmontage) (geschlossen 2013)
- Caen
- Charleville-Mézières
- Clichy (geschlossen 1985)
- Grenelle (Paris) (geschlossen 1972)
- Levallois-Perret
- Metz-Borny (Getriebefertigung)
- Meudon (Vormontage)
- Mülhausen (Elsass) (seit 1968)
- Nanterre (1961–1985)
- Quai de Javel (Paris) (1919–1974)
- Reims
- Rennes-la Janais
- Saint-Charles (Paris) (geschlossen 1975)
- Saint-Ouen-sur-Seine
- Hordain (Société Européenne de Véhicules Légers)
- Trémery (Motorenfertigung)

### Restliches Europa
- Brüssel-Forest
- Köln (1926–1940)[38]
- Kolín (Tschechien) (C1 für Toyota Peugeot Citroën Automobile)
- Luxemburg
- Mailand (1926–?)
- Mangualde (Portugal – letzte Produktionsstätte des 2CV)
- Ourense (Spanien)
- Slough (Citroën U.K.) (Großbritannien) (1926–1966)
- Vigo (Spanien)

### Afrika
- Cotonou (Dahomey 1966–1975)[39]
- Natalspruit (Gauteng, Südafrika) (Stanley Motors Ltd.) (1959–1969)
- Port Elizabeth (Südafrika) (Stanley Motors Ltd./Citroën South Africa) (1970–1975)
- Pretoria (Südafrika) (Stanley Motors Ltd.) (1969–1970)
- Rosslyn (Südafrika) (Citroën South Africa) (1975–1979)

### Asien
- Teheran (1969–?)
- Wuhan (China)

### Südamerika
- Catila (Argentinien)
- Porto Real (Rio de Janeiro, Brasilien)

## Motorsport

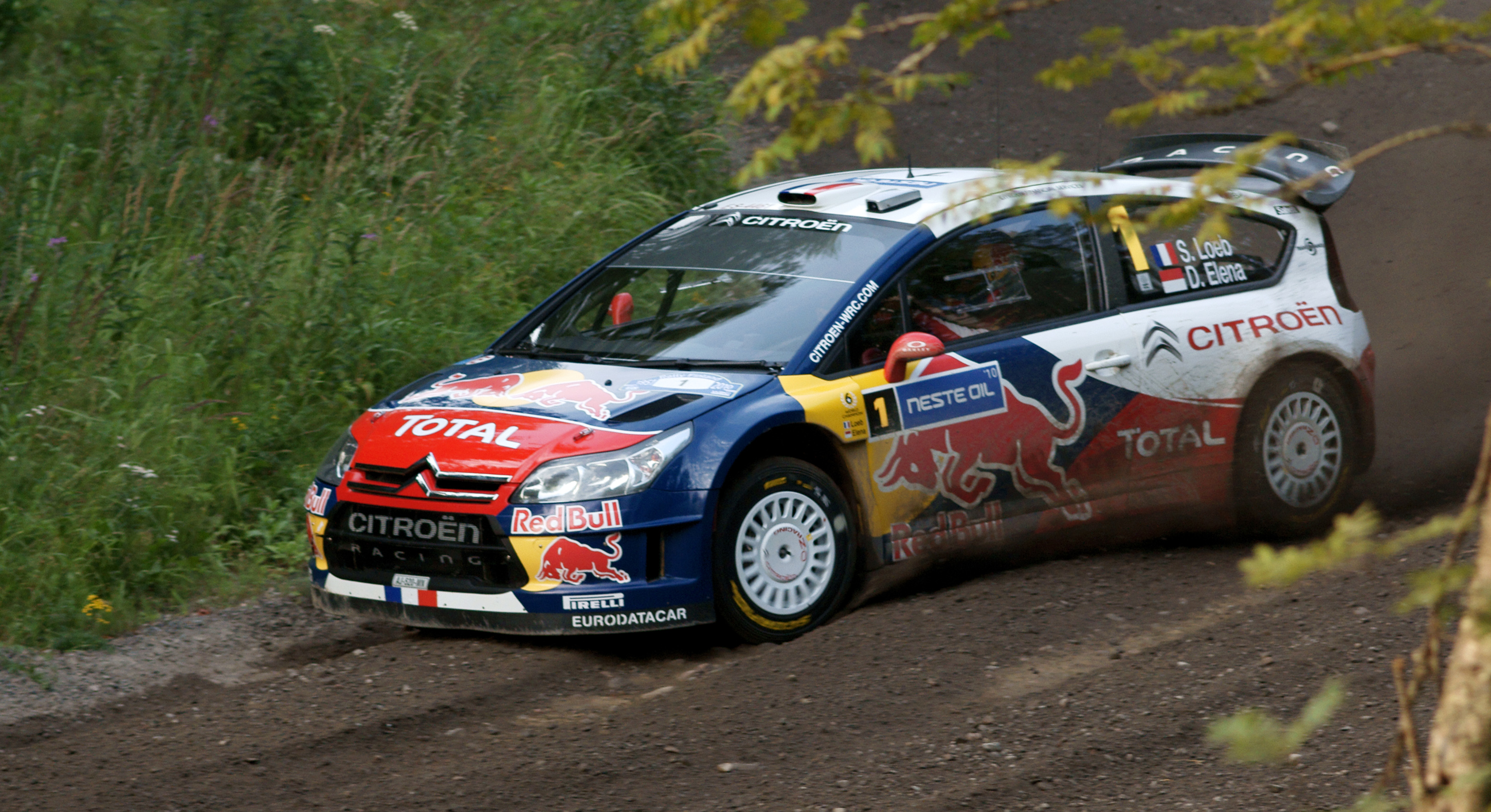
Sébastien Loeb im Citroën C4 WRC, 2010

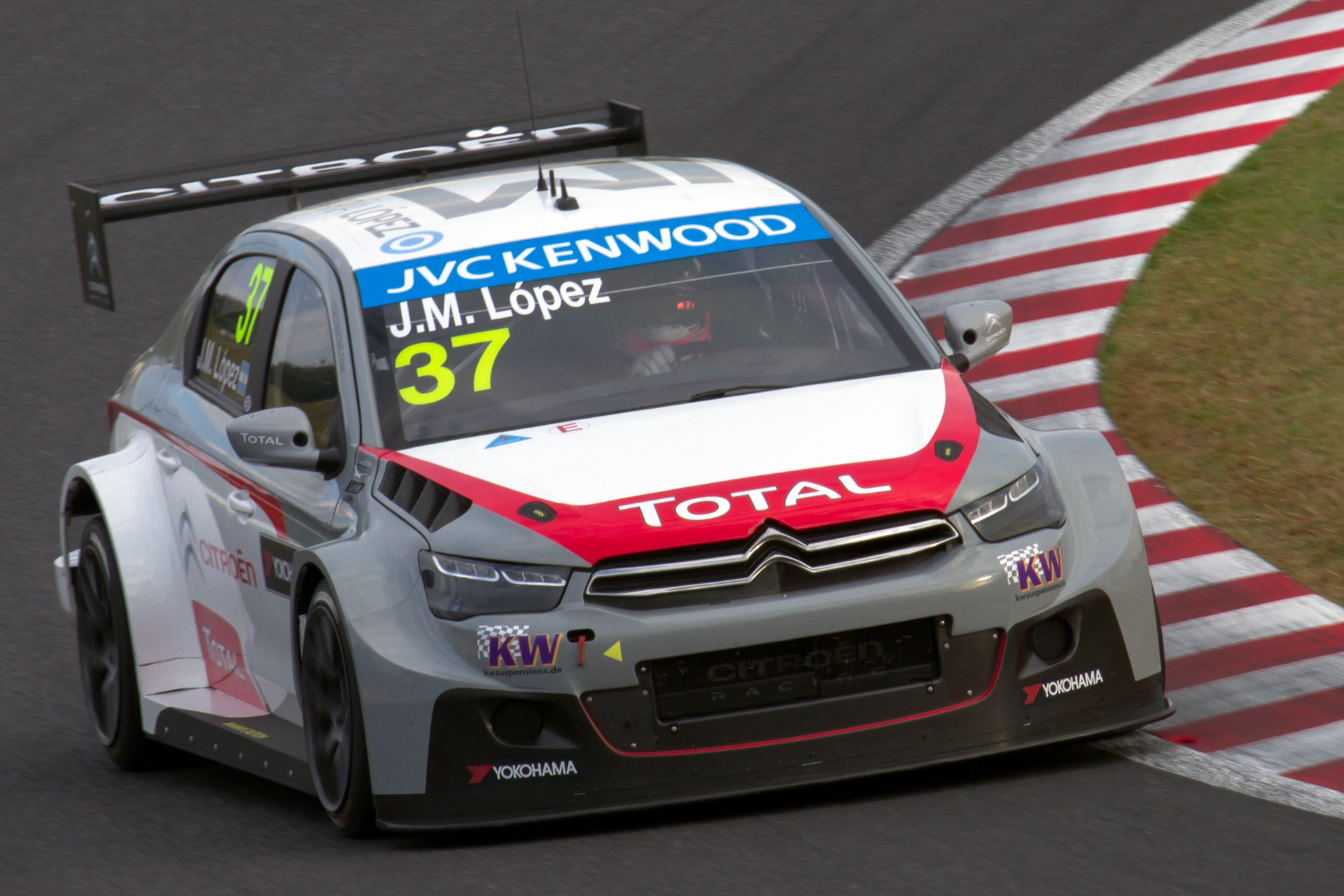
José María López im Citroën C-Elysée WTCC, 2014

Im Unterschied zu anderen Automobilkonzernen und insbesondere der PSA-Konzernschwester Peugeot war Citroën im Motorsport eher selektiv engagiert. Im Wesentlichen konzentrierte sich diese Tätigkeit auf den Rallyesport, in dem Citroën bereits in den 1960er-Jahren einige prestigeträchtige Erfolge beispielsweise durch Siege bei der Rally Monte Carlo (1959, 1966) vorweisen konnte. Die zunehmende Professionalisierung des Sportes in den 1970er-Jahren, die sich in der Ausrichtung der Rallye-Weltmeisterschaft durch die FIA niederschlug, trug Citroën jedoch zunächst nicht mit und trat erst 1983 mit einem Werksteam an, das den Visa in der Ausführung Milles Pistes bei einzelnen Rallies an den Start brachte. 1986 kam der BX 4TC nach Reglement der Gruppe B zum Einsatz. Nach Einstellung dieser Rennkategorie konzentrierte sich Citroën hingegen auf Rallye Raids und dominierte Anfang der 1990er-Jahre den FIA Marathonrallye Worldcup sowie die Rallye Dakar.
Ende der 1990er wiederum stieg Citroën schließlich noch einmal mit dem Werksteam Citroën Total World Rally Team in die Rallye-Weltmeisterschaft ein. Zunächst wurde dabei der Xsara Kit Car nur sporadisch eingesetzt, jedoch konnte Philippe Bugalski 1999 jeweils die Rallye Korsika und die Rallye Katalonien gewinnen. Ab 2001 brachte Citroën deshalb den Xsara WRC an den Start; mit diesem Fahrzeug entwickelte sich das Team schnell zu einer festen Größe des Sports. Die Erfolgsgeschichte des Teams ist dabei eng mit der Karriere des Fahrers Sébastien Loeb verbunden, der ebenfalls 2001 bereits in einem Saxo Kit Car die JWRC-Wertung der Weltmeisterschaft gewinnen konnte, somit 2002 zum WRC-Stammfahrer aufstieg und schließlich von 2004 bis 2012 neunmal in Folge Fahrerweltmeister wurde. Dabei folgte bei den Fahrzeugen auf den Xsara WRC 2007 der C4 WRC und auf diesen 2011 der DS3 WRC. Loeb blieb jeweils mit allen Fahrzeugen erfolgreich, und ferner gewann Citroën in dieser Zeit acht Konstrukteurstitel (2003–2005 und 2008–2012) – ein weiterer bis heute gültiger Rekord in dieser Rennserie.
Einziges weiteres nennenswertes sportliches Betätigungsfeld von Citroën in jüngerer Zeit war der Tourenwagensport, in dem der Konzern von 2014 bis 2016 mit dem Citroën World Touring Car Team und dem C-Elysée WTCC als Einsatzfahrzeug in der Tourenwagen-Weltmeisterschaft präsent war. Obwohl dieses Engagement sehr erfolgreich war und in allen drei Jahren mit dem Argentinier José María López sowohl die Fahrer- als auch die Konstrukteursweltmeisterschaft gewonnen wurde, gab Citroën das Engagement nach der Saison 2016 jedoch wieder auf.
Weitere Engagements im Rennsport erfolgten über die Citroën-Tochtermarke DS Automobiles, so etwa von 2015 bis 2018 mit dem DS Virgin Racing Formula E Team in der FIA-Formel-E-Meisterschaft.

## Wortspiele mit Modellnamen
Zu den Modellnamen von Citroën kursieren Wortspiele. Es ist unwahrscheinlich, dass es sich ausschließlich um vom Hersteller unbeabsichtigte Zufälle handelt, andererseits stammen manche Wortspiele vermutlich von phantasievollen Citroën-Fans. Den meist zweibuchstabigen, französisch ausgesprochenen Modellnamen wurden Bedeutungen gegeben.
Wohl am bekanntesten ist die Interpretation des DS, französisch déesse ausgesprochen, was deutsch Göttin bedeutet.
Ebenfalls sehr bekannt ist die Deutung des 2 CV, der im Französischen deux chevaux ausgesprochen wird, was übersetzt „2 Pferde(stärken)“ heißt. Nicht die schwache Motorisierung dieses Modells – deutsch auch oft „Ente“ genannt – war jedoch Namensgeber, sondern eine französische Steuerkennzahl (siehe Citroën 2 CV – Name und Spitznamen).
Weitere Wortspiele auslösende Modellnamen sind ID (idée), LN (Hélène), LNA (Héléna) und CX ({\displaystyle c_{x}} ist die französische Bezeichnung für den Luftwiderstandsbeiwert, in Deutschland {\displaystyle c_{w}} genannt).
Eher um Auslegungen als um bewusste Wortspiele des Herstellers dürfte es sich bei folgenden Modellen handeln: Der Traction Avant (deutsch Frontantrieb) wurde auch kurz la Traction genannt, ausgesprochen wie l’attraction, deutsch die Attraktion. SM stand für Série Maserati (der V6-Motor des SM stammte von dort). Angesichts seiner besonderen Fahreigenschaften und seines hohen Komforts wurde er allerdings auch Sa Majesté (französisch für Seine Majestät) genannt. Ami heißt deutsch Freund. L’Ami 6, deutsch der Freund 6, klingt auf französisch wie la missis, zu deutsch das Fräulein. Heute tragen die sportlichen Modelle der kleineren Baureihen (C2, C4) das Kürzel VTS (offiziell Abkürzung für „Véhicule de Tourisme Sportif“, etwa: „sportlicher Tourenwagen“) spricht sich französisch we-te-ess aus und erinnert an das französische Wort für Geschwindigkeit, vitesse.

## Kunst
Für Werbezwecke beauftragte Citroën 1983 den Comic-Künstler Jean Giraud (Pseudonym Moebius) mit dem Album Sur l'Etoile, une Croisière Citroën, das den Anfang der Serie Die Sternenwanderer bildete.